# Casa Batlló
La Casa Batlló es un edificio obra del arquitecto Antoni Gaudí, máximo representante del modernismo catalán. Se trata de una remodelación integral de un edificio previamente existente en el solar, obra de Emilio Sala Cortés. Está situado en el número 43 del paseo de Gracia de Barcelona, la ancha avenida que atraviesa el distrito del Ensanche (Eixample), en la llamada Manzana de la discordia, porque alberga además de este edificio otras obras de arquitectos modernistas: la Casa Amatller, que colinda con la de Gaudí, obra de Josep Puig i Cadafalch; la Casa Lleó Morera, obra de Lluís Domènech i Montaner; la Casa Mulleras, de Enric Sagnier; y la Casa Josefina Bonet, de Marceliano Coquillat. La construcción se realizó entre los años 1904 y 1906.
La Casa Batlló es un reflejo de la plenitud artística de Gaudí: pertenece a su etapa naturalista (primera década del siglo XX), periodo en que el arquitecto perfecciona su estilo personal, inspirándose en las formas orgánicas de la naturaleza, para lo que puso en práctica toda una serie de nuevas soluciones estructurales originadas en los profundos análisis efectuados por Gaudí de la geometría reglada. A ello añade el artista catalán una gran libertad creativa y una imaginativa creación ornamental: partiendo de cierto barroquismo sus obras adquieren gran riqueza estructural, de formas y volúmenes desprovistos de rigidez racionalista o de cualquier premisa clásica.

## Historia

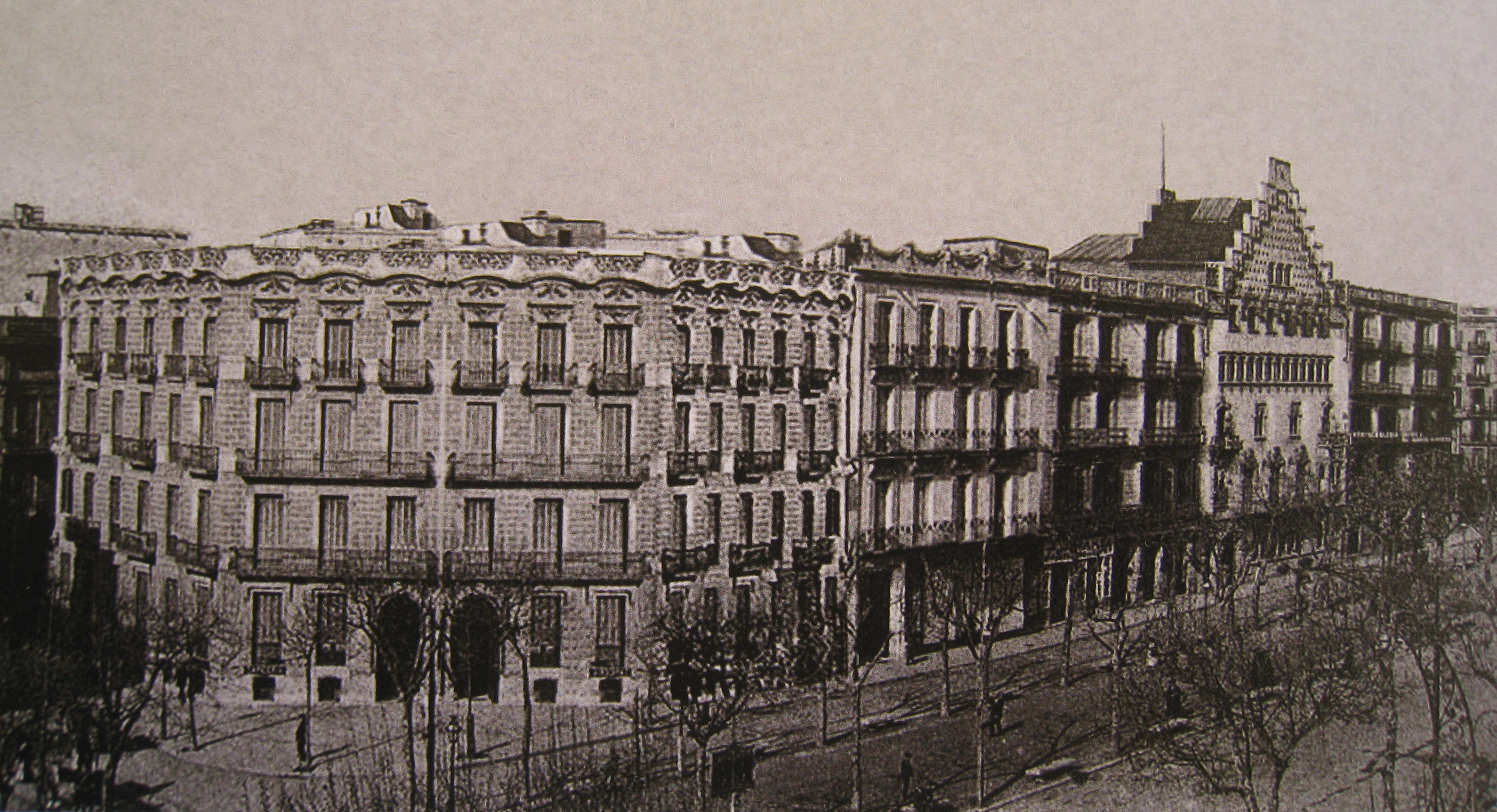
Manzana de la discordia en 1902, antes de la reforma gaudiniana del edificio (la casa Batlló está a la derecha)

El edificio fue construido en 1875 por Emilio Sala Cortés (1841-1920), un arquitecto autor de varios edificios en Barcelona y provincia, como la Casa Elizalde (1885), el Palacio Tolrà en Castellar del Vallès (1890), el Hotel Duques de Bergara (1898), la Casa Emilià Carles (1898), las Escuelas Ribas en Rubí (1912-1915) o el Panteón de la familia Fargas en La Garriga. Sala era además profesor de la Escuela de Arquitectura de Barcelona, y fue uno de los maestros de Gaudí, al que empleó ocasionalmente como delineante.
En 1903 el edificio fue adquirido por el industrial Josep Batlló, un rico hombre de negocios que poseía diversas fábricas textiles en Barcelona. Estaba casado con Amàlia Godó i Belaunzarán, de la familia de los condes de Godó, editores del diario La Vanguardia, con la que tuvo cinco hijos. El matrimonio vivió en la planta noble de la casa hasta la defunción de ambos: en 1934 el señor Batlló y, en 1940, su mujer. La casa fue vendida en 1954 por sus herederos. Batlló compró el edificio por 510 000 pesetas, con la primera intención de derribarlo y construir uno nuevo, aunque luego se conformó con reformarlo, y mientras él se reservó la planta principal el resto lo explotó en régimen de alquiler, como era habitual en las casas burguesas de la época (aunque también entregó algunos pisos a sus hijos según se iban casando).

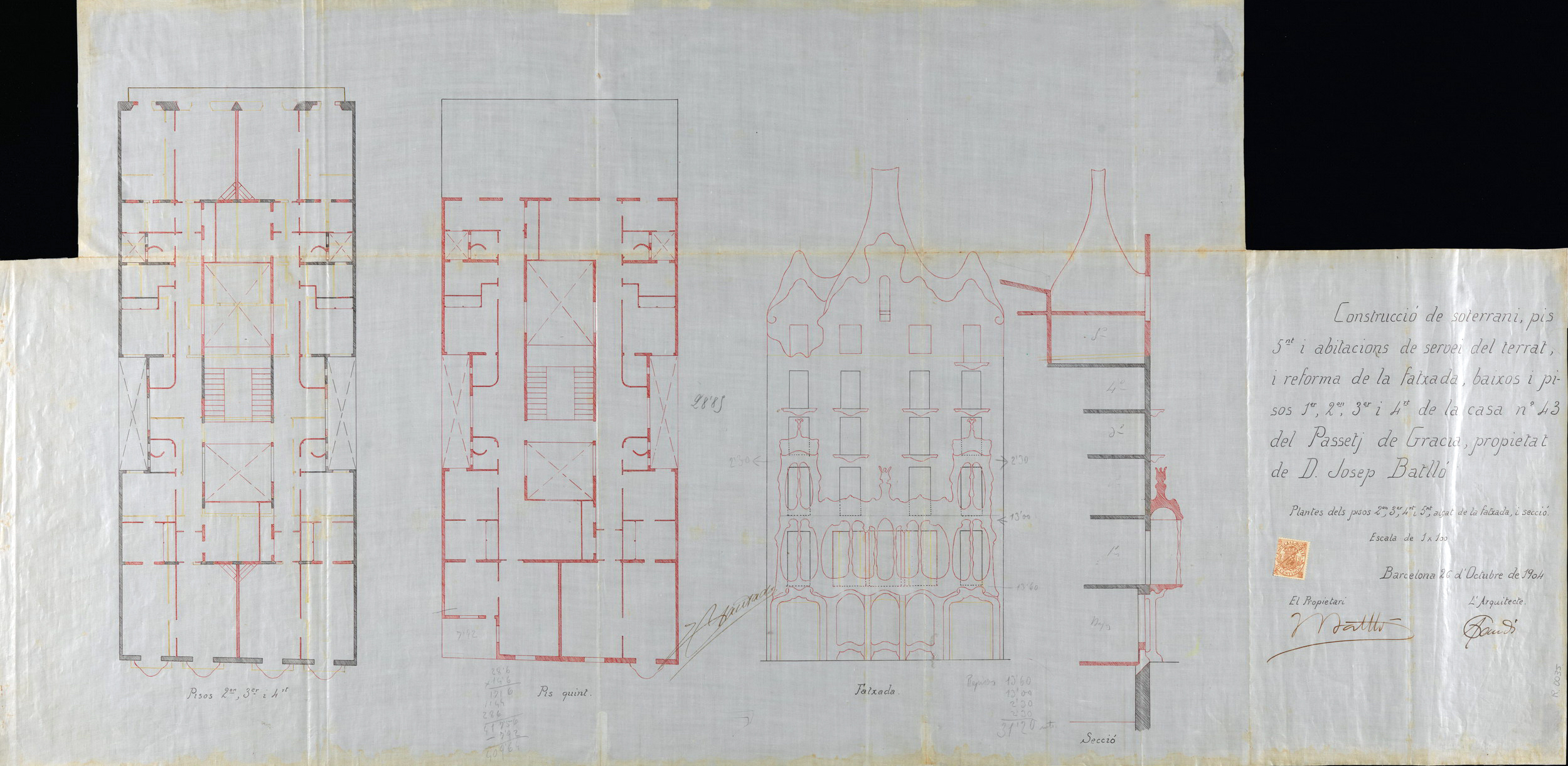
Planos del edificio, por Gaudí (1904)

El edificio se ubicaba en pleno Ensanche de Barcelona, proyectado por Ildefonso Cerdá y aprobado en 1859, con un sistema reticular de manzanas de viviendas con los ángulos recortados, con la previsión de edificar por dos lados y dedicar el resto a jardines, punto este último que finalmente no se llevó a cabo. Con el Ensanche, el paseo de Gracia se convirtió en una de las principales arterias de la ciudad, por lo que fue elegido por la burguesía catalana para fijar sus residencias, gracias a lo cual esta vía creció rápidamente y se convirtió en un hervidero constructivo donde desarrollaron su labor los mejores arquitectos de Barcelona. Cabe resaltar que en el mismo paseo de Gracia había efectuado Gaudí anteriormente otras dos intervenciones hoy desaparecidas: la Farmacia Gibert (1879) y la decoración del bar Torino (1902); y posteriormente construyó en la misma avenida la Casa Milà (1906-1912).

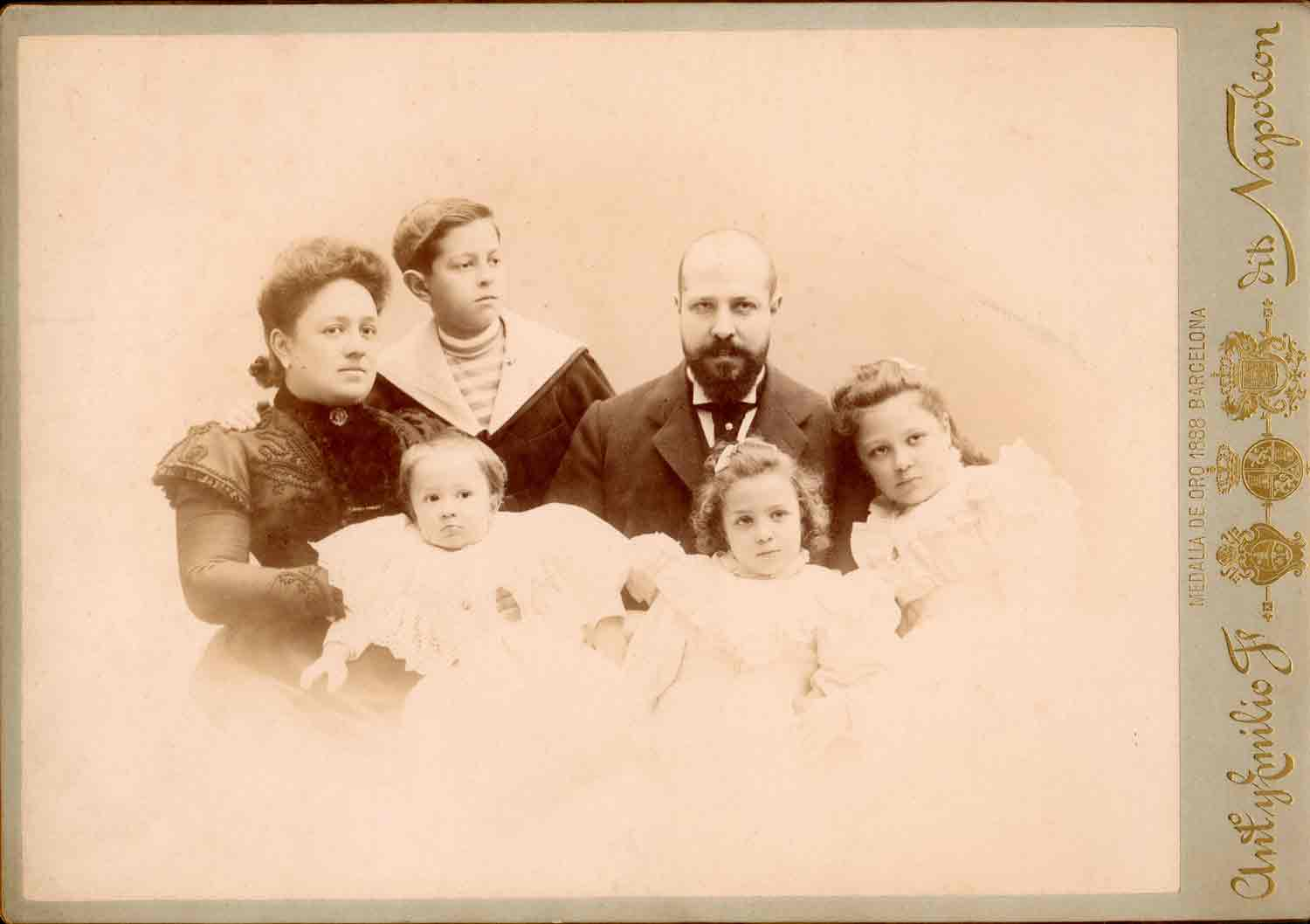
Josep Batlló y su familia

Para la remodelación Batlló encargó el proyecto a Gaudí, por aquel entonces un arquitecto ya de gran renombre, que en aquella época trabajaba en diversos proyectos a la vez: el Templo Expiatorio de la Sagrada Familia (1883-1926), la Torre Bellesguard (1900-1909), el parque Güell (1900-1914) y la restauración de la Catedral de Mallorca (1903-1914). El industrial quedó tan impresionado con la obra del arquitecto que lo recomendó a su amigo, Pedro Milá, para el que Gaudí construyó la Casa Milà (conocida popularmente como la Pedrera) entre 1906 y 1912.
El arquitecto se centró en la fachada, el piso principal, el patio de luces y la azotea, y levantó un quinto piso para los servicios de la casa (lavaderos y trasteros). Gaudí contó con la colaboración de sus ayudantes Francisco Berenguer, Josep Maria Jujol, Domingo Sugrañes, José Canaleta, Juan Rubió y Jaume Bayó; del constructor Josep Bayó i Font (hermano de Jaume); los hierros eran de los hermanos Lluís y Josep Badia i Miarnau; los azulejos de Sebastià Ribó; y la carpintería de Casas & Bardés. Más tarde algunas puertas del primer piso tuvieron que cambiarse, tarea encomendada al ebanista Juan Martínez Gómez, que realizó unas reproducciones siguiendo el modelo original.
El proyecto de Gaudí sufrió varias modificaciones desde su concepción hasta su realización final, debido a la continua búsqueda de las mejores soluciones estructurales por parte del arquitecto. En el primer esbozo, realizado en lápiz plomo sobre papel cansón y que fue hallado en 1969 en la Escuela de Arquitectura de Barcelona, mostraba una primera intención de coronar el edificio con una sinuosa cúpula de forma irregular, que finalmente se transformó en una bóveda con forma de dragón, que es el principal sello distintivo del edificio. Asimismo, la torre con la cruz de cuatro brazos que remata la azotea estaba prevista en la parte izquierda del terrado, pero Gaudí la trasladó hacia el centro para que no interfiriese con el remate escalonado de la adyacente Casa Amatller, mostrando un gran respeto por la labor de su colega Puig i Cadafalch.

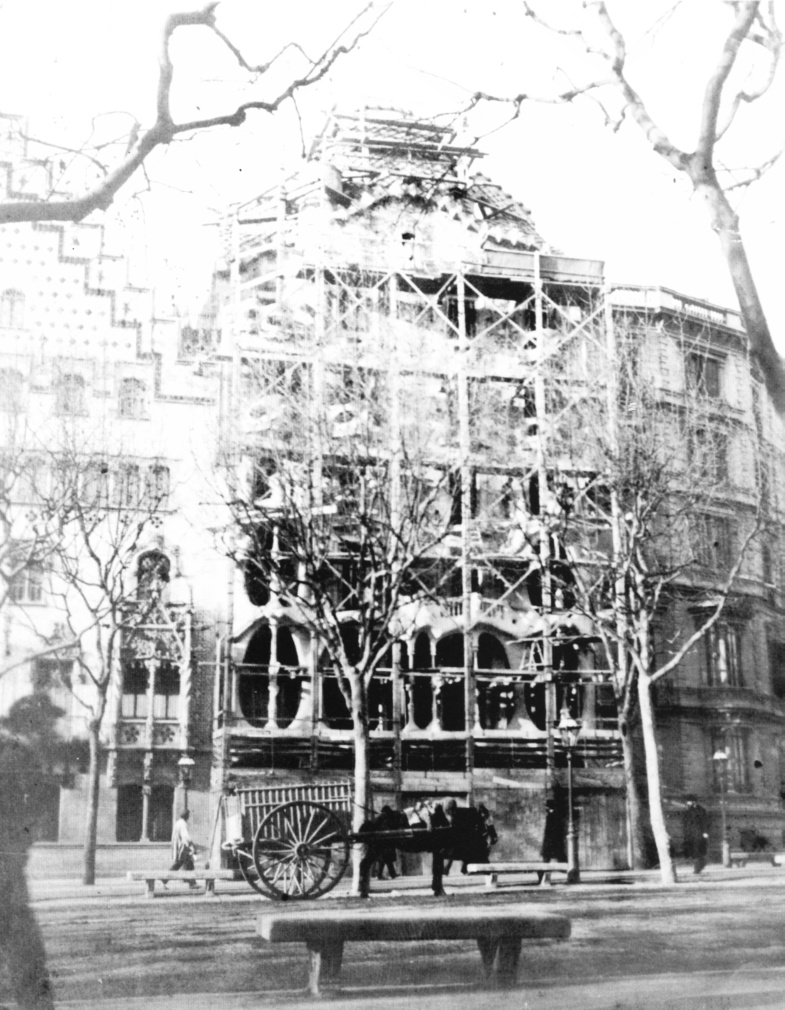
La Casa Batlló en obras (1906)

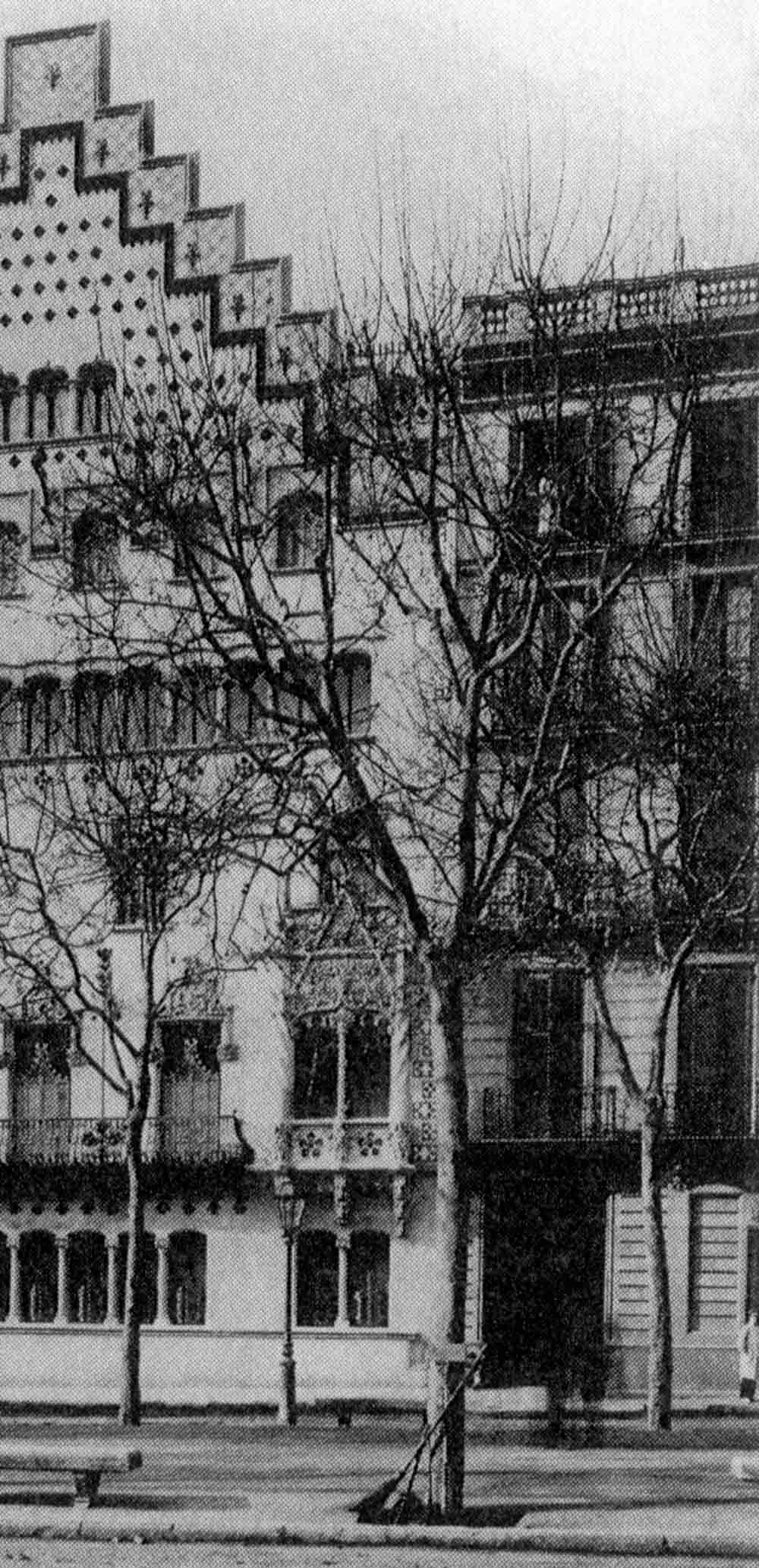
Vista parcial del edificio (derecha) antes de la reforma, junto a la Casa Amatller (hacia 1904)

El proceso administrativo del edificio fue complejo: en mayo de 1904 el señor Batlló presentó al ayuntamiento el proyecto de la obra, firmado por Gaudí, en el que solo se preveía construir un sótano y reformar los bajos del edificio; en noviembre del mismo año se presentó otro proyecto —sin haber sido aprobado el anterior— que planeaba la construcción del sótano, la remodelación del piso principal, la adición de un nuevo piso en el terrado y la reforma de toda la fachada. Las obras se iniciaron antes de conseguir los permisos municipales, y el 26 de enero de 1906 un inspector denunció la presencia de unas obras ilegales. Sin embargo, pese a la denuncia y la orden de finalizar las obras, estas continuaron, y el 30 de abril de 1906 el señor Batlló pidió una licencia para alquilar los pisos, toda vez que las obras se daban por finalizadas. Hasta 1912 no se resolvieron los arbitrios municipales, y finalmente la licencia se otorgó el 17 de diciembre de 1912.
El edificio fue presentado al Concurso anual de edificios artísticos del Ayuntamiento de Barcelona, donde compitió con edificios como la Casa Bonaventura Ferrer de Pedro Falqués, la Casa Antònia Puget de Roc Cot i Cot y Ramon Viñolas i Llosas, la Casa Llorens de José Pérez Terraza (que se llevó un diploma), y el Colegio Condal de Bonaventura Bassegoda i Amigó, que fue el ganador. El edificio de Gaudí no fue justamente valorado porque en esa edición el jurado no quería nada relacionado con el modernismo.
La Casa Batlló pasó en 1940 en herencia a las hijas del matrimonio Batlló-Godó (Mercedes y Carmen, esta última fallecida, por lo que su parte pasó a sus cuatro hijos), los cuales la vendieron en 1954 a Seguros Iberia, que instaló allí sus oficinas comerciales. En 1984 se instaló la iluminación eléctrica de la fachada, inaugurada en las Fiestas de la Mercè de ese año. En 1993 fue adquirida por la familia Bernat, propietarios de la compañía Chupa Chups, que la restauraron y la abrieron comercialmente al público, siendo en la actualidad un punto de visita casi obligatorio para cualquier turista. La Casa Batlló fue declarada Monumento Histórico-Artístico de Carácter Nacional en 1969, y desde el año 2005 forma parte del Patrimonio de la Humanidad de la Unesco, dentro del lugar Obras de Antoni Gaudí.

## Descripción

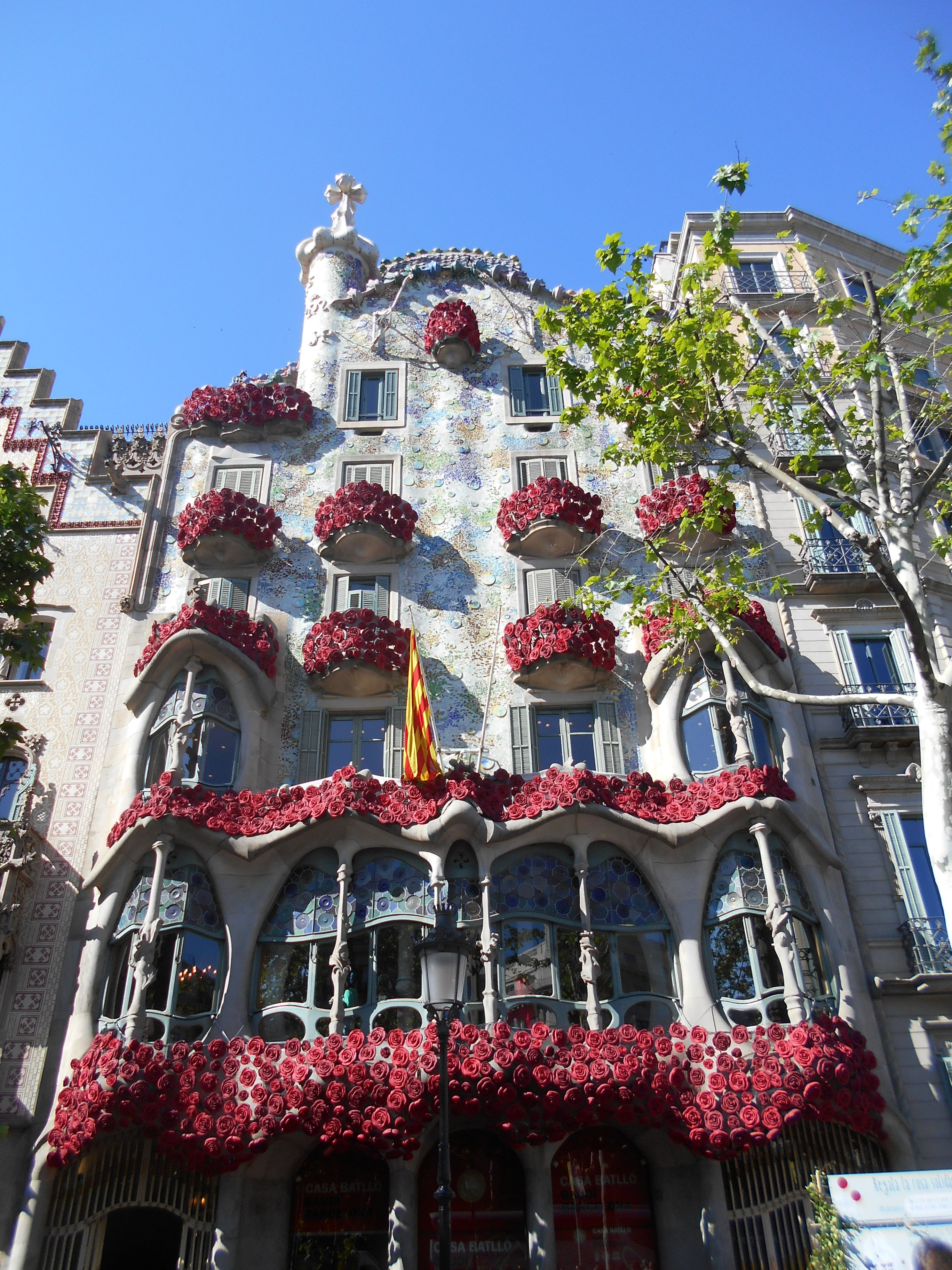
La Casa Batlló decorada de rosas, fiesta de Sant Jordi (23 de abril de 2016)

Gaudí diseñó el proyecto de remodelación de la Casa Batlló a los 52 años, cuando ya había superado las modas historicistas de mediados del siglo XIX, y su estilo arquitectónico había trascendido el mero academicismo para reflejar una visión personal de la arquitectura, de gran originalidad y sello innovador. Sin embargo, como es habitual en las obras de Gaudí, el diseño y la innegable artisticidad del conjunto no privan de que el edificio esté concebido bajo el prisma de la funcionalidad, a la que el arquitecto subordina todos los demás elementos. En ese sentido, cabe resaltar la importancia otorgada tanto a la iluminación como a la ventilación, dos ejes básicos para una vida sana y confortable en un edificio de viviendas. Para ello dispuso un gran patio central en el centro del edificio, al que daban las habitaciones de servicios, mientras que los salones y los dormitorios daban a la fachada. Este patio también articulaba el movimiento dentro del edificio, a través de escaleras y un ascensor.
La Casa Batlló ocupa un total de 4300 m², con 450 m² de superficie por cada piso. Tiene 32 metros de altura y 14,5 de ancho, aumentando considerablemente las anteriores proporciones del edificio: 21 metros de altura y 3100 m². El edificio tiene ocho plantas: bajo el nivel de la calle se encuentra un sótano, destinado a carboneras y trasteros; la planta baja se dedicó inicialmente a cochera y luego a almacén, y junto a los accesos a las viviendas se ubicó una tienda, ocupada primero por el establecimiento de fotografía Lumière, luego por la productora cinematográfica Pathé Frères y posteriormente por la Galería Syra; la planta noble estaba ocupada enteramente por la familia Batlló, y contiene además un gran patio en la parte posterior del edificio; las otras cuatro plantas estaban destinadas a alquiler, con dos viviendas cada una; por último se encuentra un desván, destinado a zona de servicio, y cubierto por la azotea.

### Fachada

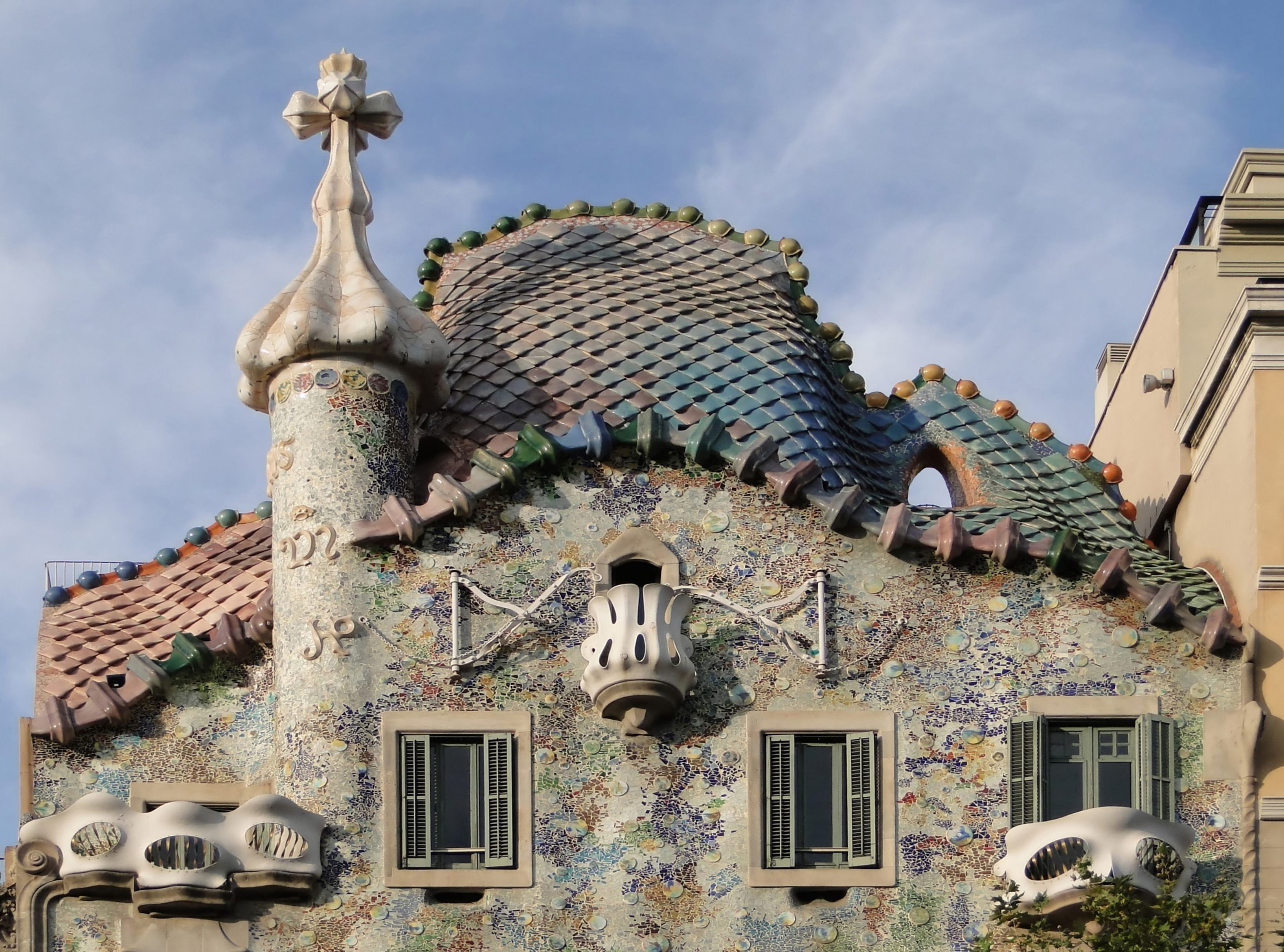
Bóveda de la fachada

La fachada se hizo con piedra arenisca de Montjuïc, tallada según superficies regladas en forma alabeada. Las columnas tienen forma ósea, con representaciones vegetales. La carpintería es igualmente de superficies curvas, y las ventanas son de vidrios de colores de formas circulares. Gaudí conservó la forma rectangular de los balcones del edificio anterior, añadiendo unas barandillas de hierro con forma de antifaz, y dando al resto de la fachada una forma ondulada en sentido ascendente. Asimismo, revistió la fachada con cerámica de pedazos de cristal de varios colores (su famoso trencadís), que Gaudí obtenía en los desechos de la vidriería Pelegrí, y cuya colocación dirigió personalmente desde el paseo de Gracia. Para su diseño el arquitecto realizó diversas maquetas en yeso, que modeló con sus propias manos hasta conseguir la forma que buscaba, que recuerda el oleaje del mar Mediterráneo o bien las sinuosas formas de la montaña de Montserrat.
Del conjunto de la fachada destaca la tribuna del piso principal —el de la familia Batlló—, que se extiende por los laterales hasta el primer piso, alcanzando 10 metros de altura. Presenta cinco vanos cubiertos con vidrieras policromas, y sostenidos por ocho columnas de forma ósea. Para su construcción Gaudí demolió toda la parte baja de la fachada, sosteniendo el resto con unos puntales de madera, en tan precario equilibrio que el constructor, Josep Bayó, temía que se caería, durante los cuatro días que duró la operación. El friso de la tribuna está rematado con motivos escultóricos de forma vegetal, aunque en el conjunto de la forma que adquiere la tribuna algunos estudiosos creen ver la forma de un murciélago.

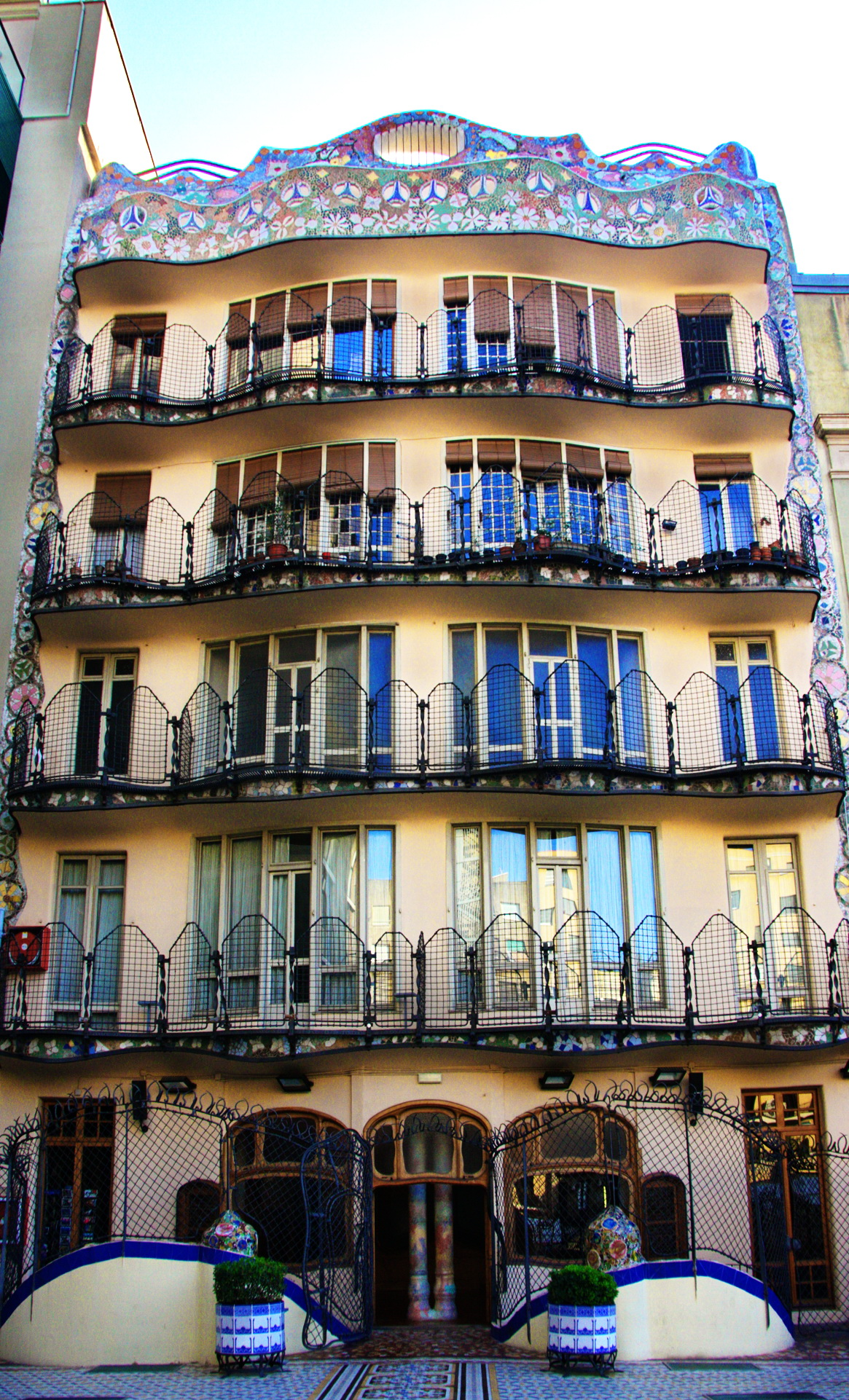
Fachada posterior

Otro elemento característico de la fachada es su revestimiento con vidrios y cerámica de vivos colores, que crean diversos efectos visuales según la luz que incide en ellos. Para su confección, picó el anterior muro y lo recubrió de mortero de cal, sobre el que colocó los vidrios del taller Pelegrí, combinados en diferentes tonalidades; sobre estos vidrios esparció a todo lo largo de la fachada una serie de discos de cerámica (un total de 330) fabricados de forma manual en el taller de Sebastià Ribó —excepto la cruz, realizada en la Fábrica La Raqueta de Mallorca—, realizados en arcilla con diversos colores de óxidos naturales, y confeccionados en cuatro tamaños: 15, 21, 27 y 35 cm.

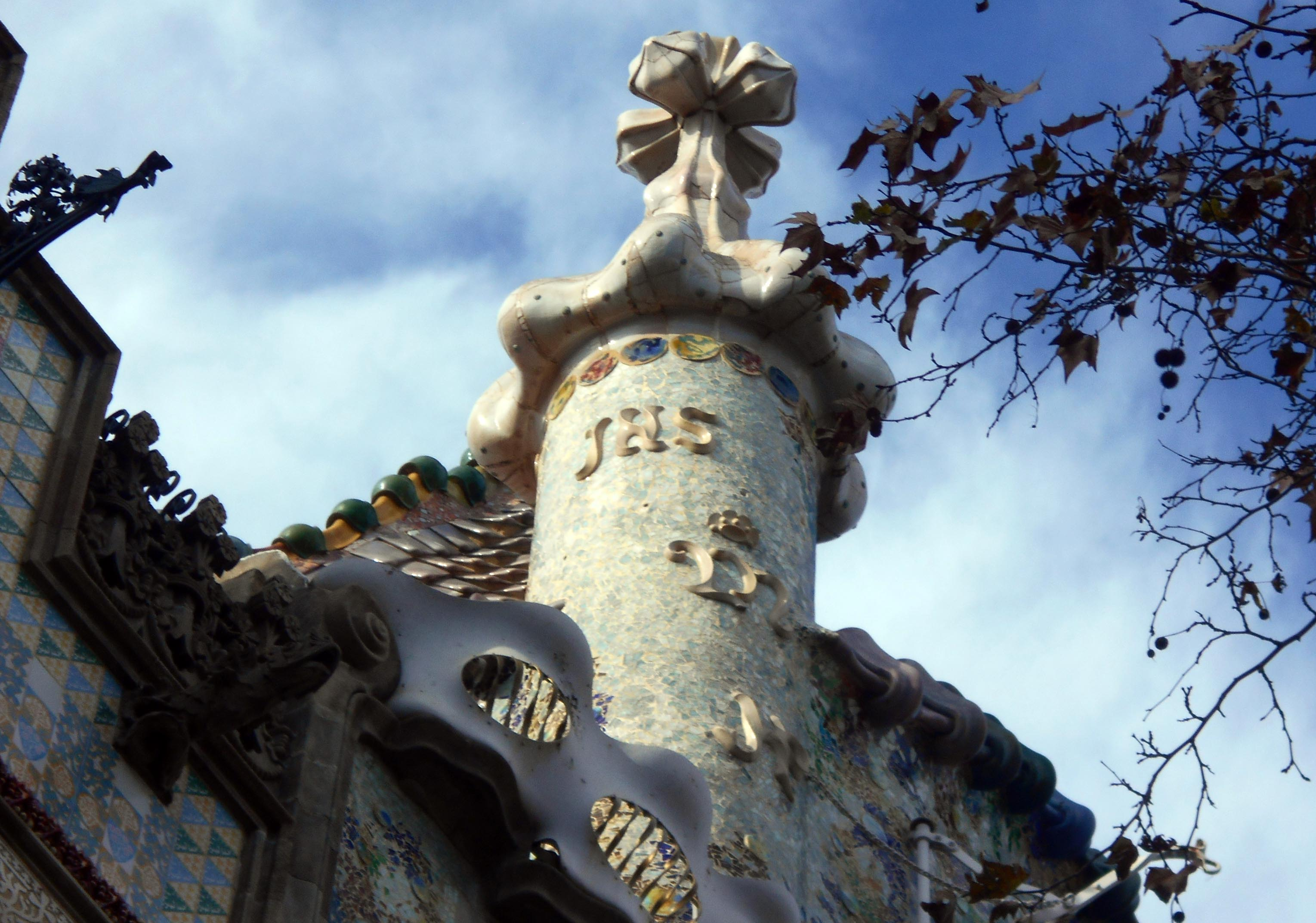
Cruz de la fachada

Otra de las singularidades de la fachada son sus balcones, realizados con hierro fundido y pintados de carbonato de plomo para evitar su oxidación, circunstancia que les otorga un color marfileño. Están colocados sobre peanas de piedra con forma de concha marina. Hay un total de nueve balcones, además de las cuatro terrazas situadas sobre la tribuna. Su forma evoca un antifaz o una máscara teatral —aunque hay quien ve en ellos la parte superior de una calavera—, excepto el balcón del desván, que tiene forma de flor o de bulbo vegetal, semejante al de un tulipán o una alcachofa. Asimismo, el perfil quebrado y enroscado de estos balcones recuerda la forma de un pergamino. Casi todos tienen el mismo tamaño, excepto el del desván y el de la parte superior izquierda, que es una barandilla doble, con tres huecos. En 1983 los balcones fueron restaurados y recuperaron su color original, que se había oscurecido.
Algunas interpretaciones de la fachada inciden en una concepción marina, donde se representa un paisaje acuático que recuerda a la serie de óleos del pintor Claude Monet (Los nenúfares), debido al recubrimiento de cerámicas y fragmentos de cristales de colores similares a los del cuadro. Salvador Dalí comentó al respecto que «Gaudí ha construido una casa según las formas del mar, representando las olas en un día de calma. Verdaderamente escultura de los reflejos de las nubes crepusculares en el agua, de las que emergen las formas de agua extendida, formas de agua que se extienden, formas de agua despejada y formas de agua rizadas por el viento». El agua es una inspiración recurrente en las obras de Gaudí y se evidencia tanto en forma como en color.
Culmina la fachada una bóveda formada por arcos catenarios cubiertos con dos capas de ladrillo, recubierta con cerámica vidriada en forma de escamas —realizada en los Talleres Sebastià Ribó—, en tonos rojo, verde y azul, que recuerda el lomo de un dragón. En la parte izquierda hay una torre cilíndrica de forma bulbosa —semejante a una cabeza de ajo—, decorada con los anagramas de Jesús (IHS), María (M con la corona ducal) y José (JHP), y rematada con la típica cruz gaudiniana de cuatro brazos, orientada a los puntos cardinales. Una de las interpretaciones simbólicas que se ha dado a esta fachada es la de San Jorge luchando con el dragón, cuyas víctimas se hallan en la fachada representadas por las columnas en forma de hueso y los balcones en forma de calavera. Así, la cruz de cuatro brazos sería la espada clavada en el espinazo del animal, del que brotaría la sangre, presente en la cerámica roja de esta parte de la cubierta.
El edificio presenta una fachada posterior que da al patio interior de la manzana, de igual forma ondulante y recubierta de trencadís de cerámica. El piso principal tiene un patio que sobresale del cuerpo del edificio, al que se accede por el comedor de la vivienda que fue de los señores Batlló. El resto de pisos tienen terrazas que dan a esta parte posterior del edificio, cubiertas con barandillas de reja metálica. La parte más destacada es la del desván, realizada con cerámica de vivos colores, con motivos florales y geométricos.

### Interior

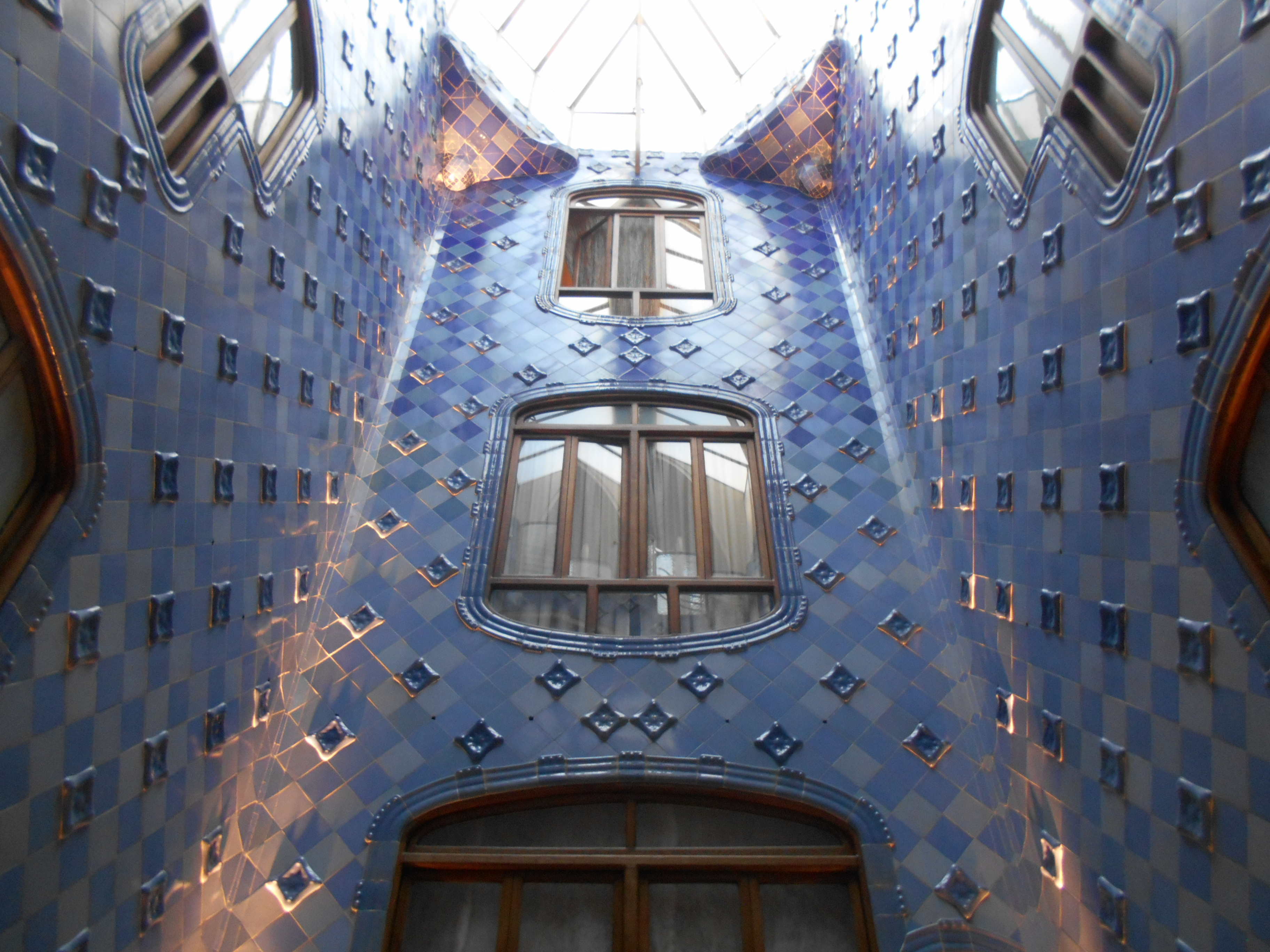
Patio interior del edificio

Para el interior del edificio Gaudí diseñó unos accesos en la planta baja bien diferenciados, con tres portales: uno de acceso a las viviendas, otro para la tienda y otro para las cocheras, siendo el primero de hierro y vidrio y los otros dos de madera. La planta baja tiene 735 m², de cuya superficie un 60 % está destinada a la tienda y la cochera, y el resto se divide entre dos vestíbulos —uno para los inquilinos y otro privado para los dueños de la casa—, la portería, una zona de trasteros y el patio central, donde se ubica el ascensor y las escaleras de servicio. El vestíbulo de acceso tiene forma rectangular y techos curvos, con suelo de mármol y una decoración de cerámica azul en la parte baja de la pared y de estuco en la superior. Esta zona fue reformada en los años 1990, en que se reconvirtió la cochera en un espacio polivalente para reuniones y convenciones. El ascensor fue adaptado a la normativa vigente en 1999 conservando su aspecto original.

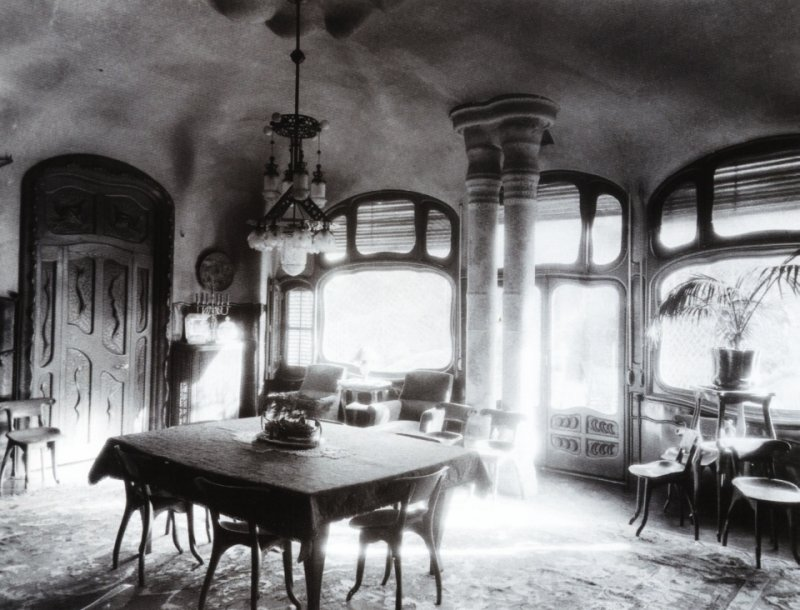
Salón principal de los Batlló (1927)

En la parte central del edificio se ubica el patio de luces, que fue ampliado por Gaudí para conseguir una mayor iluminación y ventilación: tiene 13 metros de largo por 4 de ancho y 26 de altura, con un total de 54 m² de superficie. Este patio se cubrió con una claraboya de cristal sostenida por una estructura de hierro con forma de doble T, que apoya en una serie de arcos catenarios, y fue igualmente revestido de azulejos, con una ingeniosa gradación de color desde el azul de la parte superior hasta el blanco de la inferior, para mejor aprovechamiento de la luz, lo que provoca la sensación de estar en una cueva submarina. Tiene un total de 32 ventanas, con un doble diseño, una parte superior para la entrada de luz y unas rendijas inferiores para la ventilación. Asimismo, tanto el piso principal como los dos primeros tienen terrazas, cubiertas con barandillas de malla metálica. Por otro lado, la escalera de vecinos está cubierta tan solo por unos vidrios esfumados que permiten una amplia iluminación de todos los rellanos.

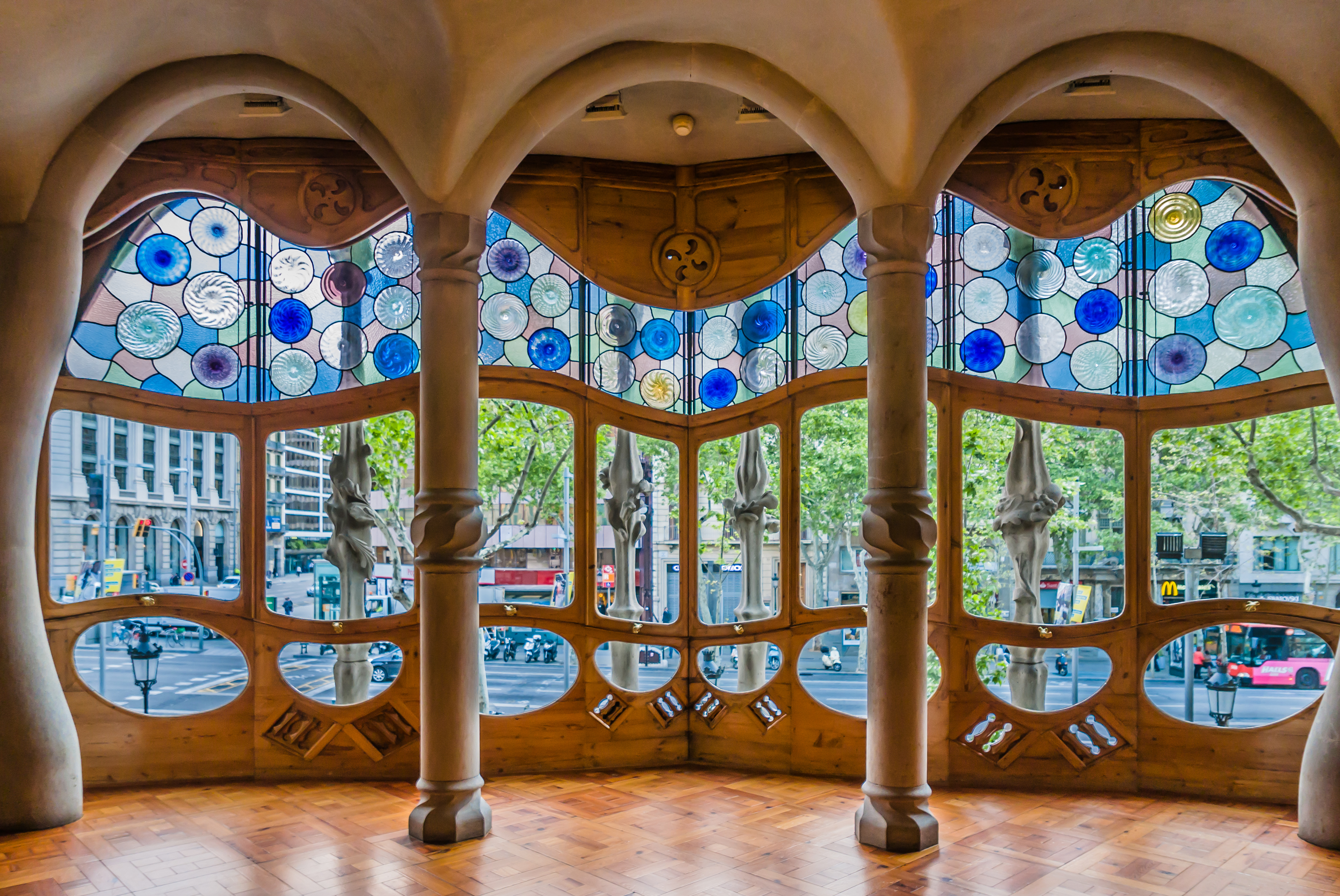
Ventanal del piso principal

El sistema de plantas del edificio arranca del sótano, destinado a zonas de servicios y trasteros, así como a calderas y carboneras. Presenta un conjunto de diez columnas de soporte, que junto a los muros de carga sostienen el edificio. Este espacio también fue ampliado por Gaudí, que dobló su superficie. Durante los trabajos de ampliación se descubrió una pequeña cueva que debía servir de bodega o fresquera de la antigua masía que había en el emplazamiento del edificio, y que Gaudí decidió conservar. Restaurado entre 1989 y 1995, actualmente el sótano se dedica a eventos sociales y culturales.
El resto de plantas, destinadas a viviendas, fueron diseñadas por Gaudí con el mismo esmero que la parte exterior del edificio, combinando las diversas artes industriales y decorativas (escultura, forja, vidriería, ebanistería, cerámica) para conseguir un conjunto armónico y estético, donde, como en el resto del edificio, predominan las líneas curvas. El piso principal —el de la familia Batlló— era el más grande, con una superficie de 400 m² (730 incluyendo el patio posterior). La decoración fue elaborada enteramente por Gaudí, que diseñó tanto el mobiliario como los diversos elementos decorativos que jalonaban la vivienda. El espacio más relevante era el salón principal, con un techo en forma de cielo raso de formas helicoidales en relieve, y donde destacaba el gran ventanal de la tribuna que daba al paseo de Gracia, decorado con vidrieras en forma de disco de diferentes colores. Este salón incluía un oratorio, decorado con un retablo de la Sagrada Familia de Josep Llimona (actualmente conservado en la cripta de la Sagrada Familia), un Cristo de bronce de Carles Mani y unos candelabros de Josep Maria Jujol, así como un monograma con las letras JMJ (Jesús-María-José) diseñado por el propio Gaudí y elaborado en yeso con alma de hierro. El mobiliario original de Gaudí se conserva actualmente en la Casa-Museo Gaudí del parque Güell.

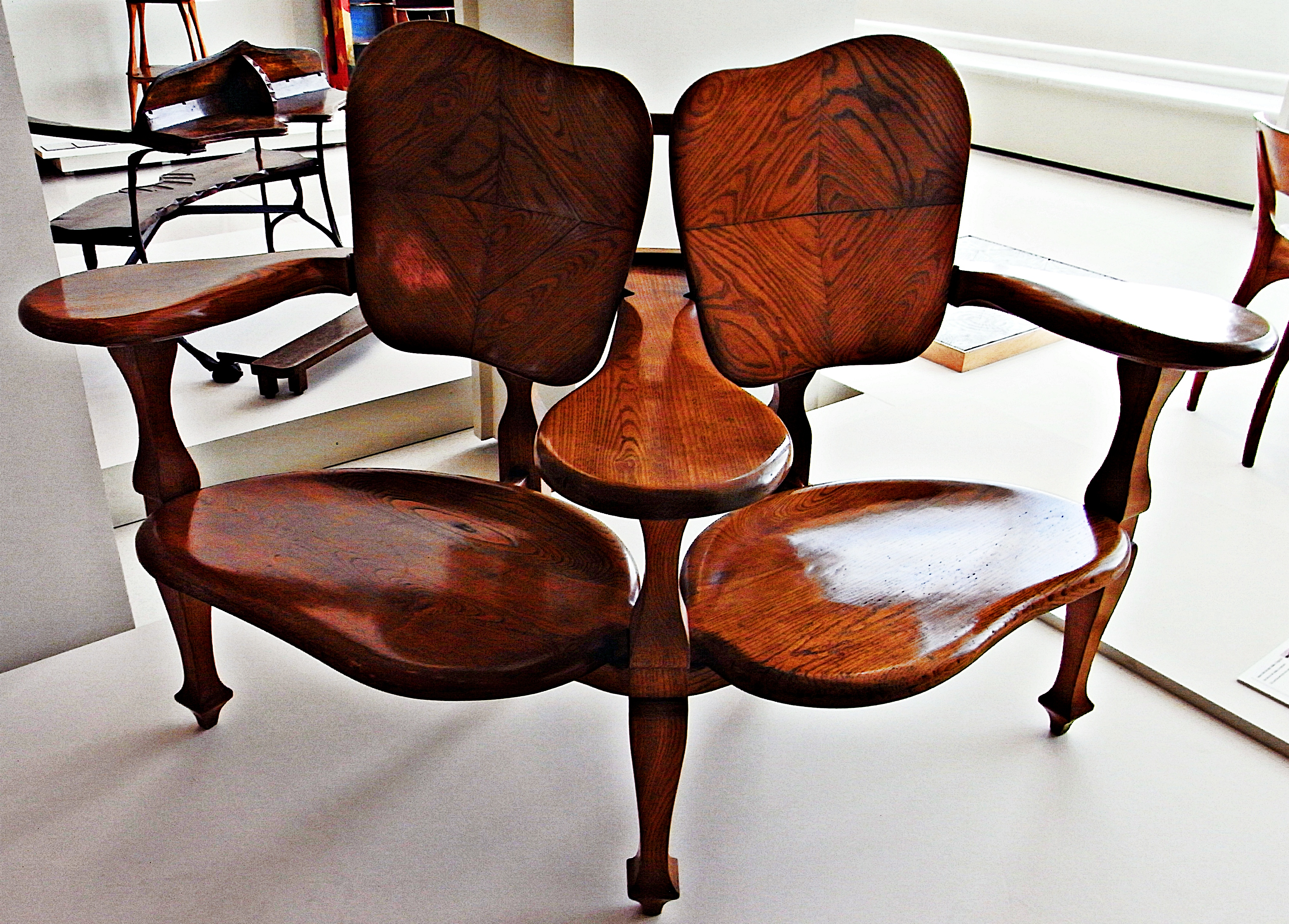
Confidente de la Casa Batlló

Otros espacios destacados del piso principal son: el recibidor, al que se accede por el vestíbulo privado de la planta baja a través de una escalera cuya forma recuerda la columna vertebral de un animal, y que algunos estudiosos interpretan como la cola del dragón de la fachada; la sala de la chimenea, utilizada como despacho por el señor Batlló, comunica el recibidor con el salón principal, y presenta una chimenea situada en una concavidad con forma de seta y recubierta de losas de material refractario, con unos bancos para sentarse a su lado inspirados en la casa tradicional catalana, mientras que la pared de la sala está decorada con pan de oro; y el comedor, ubicado en la zona posterior que da al patio trasero, donde destacan igualmente unos amplios ventanales, con una doble columna inspirada en las columnas del Patio de los Leones de la Alhambra de Granada, revestidas de trencadís de diversos colores, mientras que en el techo destaca un cielorraso con forma de gotas de agua. Otro elemento singular es el patio posterior, de 230 m², diseñado también enteramente por Gaudí alternando el trencadís y los discos cerámicos, como en la fachada. El actual pavimento del patio no es el original, que se deterioró y hubo que sustituirlo; mientras que el de Gaudí era un mosaico hidráulico de formas abstractas, el actual presenta unos dibujos en cenefas, en tonos ocres y marrones. Destacan también las jardineras, de forma triangular y recubiertas de trencadís, un nuevo diseño gaudiniano.
En cuanto al resto de plantas, destinadas a alquiler, Gaudí se limitó únicamente a redistribuir los espacios, sin modificar su estructura. Había un total de ocho viviendas de unos 200 m², distribuidas en cuatro plantas, que gozaban de todos los adelantos y comodidades para la época, desde calefacción y agua caliente hasta electricidad, sin descuidar el diseño y la estética. Cada vivienda contaba con una terraza que daba al patio de manzana, así como un trastero y un lavadero situados en el desván. Actualmente queda una vivienda habitada (en el tercer piso), y el resto se dedica a oficinas o espacios de convenciones.
La última planta es el desván, de 460 m², donde se situaban los lavaderos, trasteros y otras zonas comunes y de servicios. Esta zona actúa además como cámara aislante para las viviendas, protegiéndolas de las rigurosidades del clima, como era habitual en las buhardillas de las casas solariegas catalanas. Por ello está concebida con una estructura diferenciada del resto del edificio, con una serie de arcos catenarios realizados en ladrillo revocados con yeso, que sostiene un sistema de bóvedas parabólicas sobre el que se alza la azotea, solución que el arquitecto empleó nuevamente poco después en la Casa Milà. Este sistema tiene ciertas semejanzas con el costillar de un animal, por lo que algunos interpretan sería el interior del dragón de la azotea. En la parte central del desván, la correspondiente al patio de luces, se sitúa la gran claraboya que protege el interior del edificio. El desván fue restaurado en 2004, y se instalaron una serie de hologramas y elementos expositivos sobre la vida y obra de Gaudí.

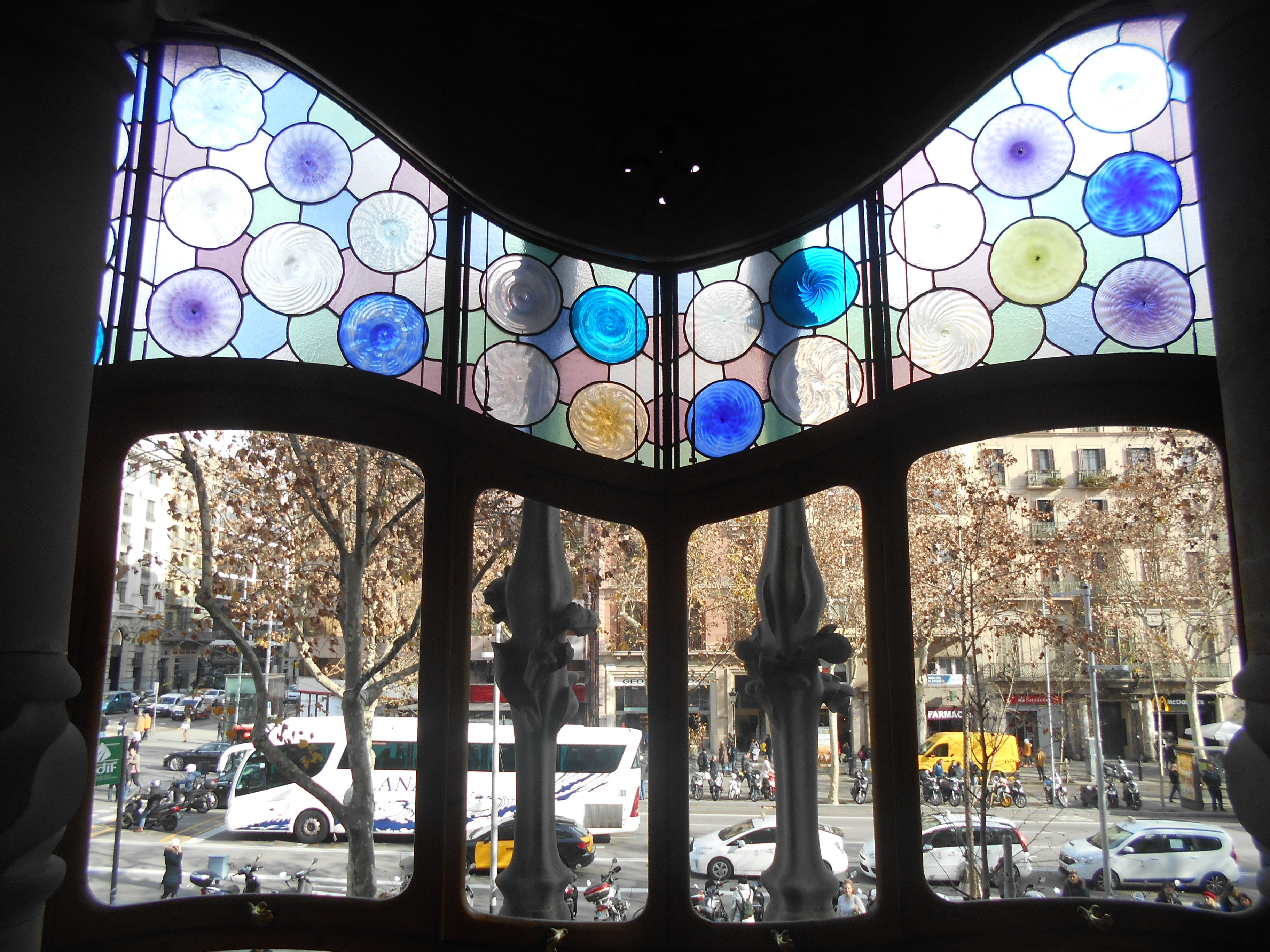
Detalle del ventanal del piso principal
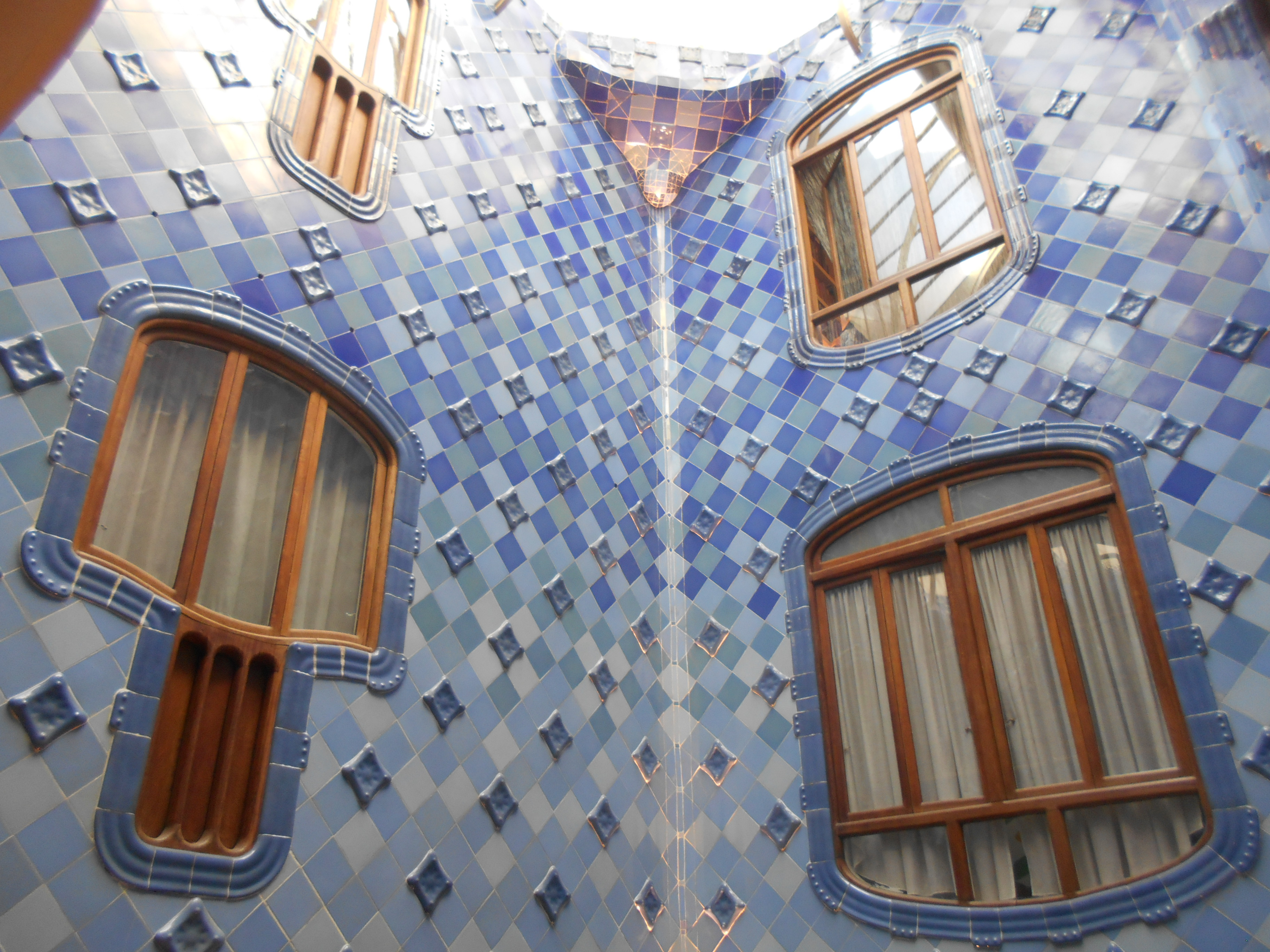
Detalle del patio interior
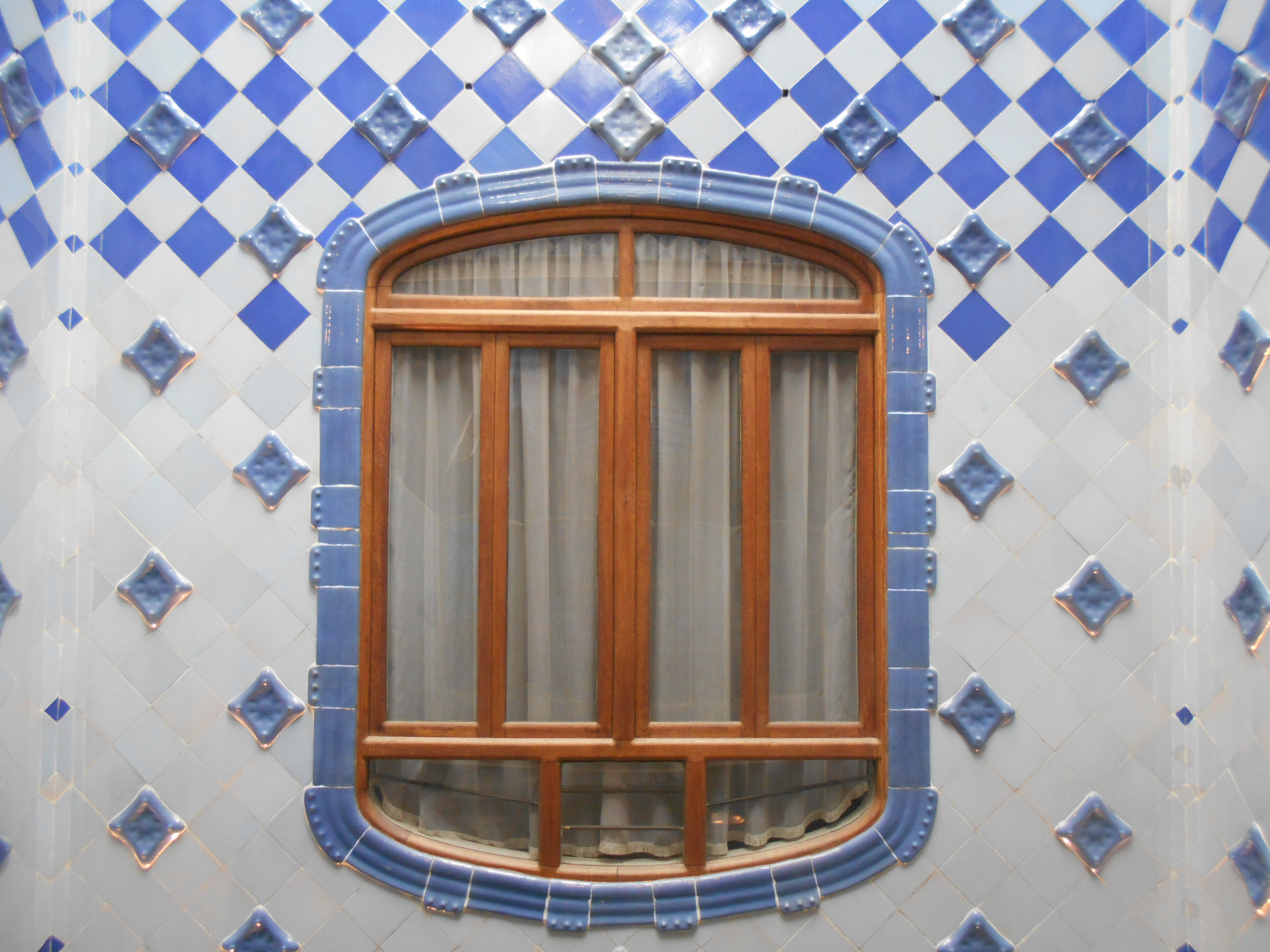
Ventana del patio interior
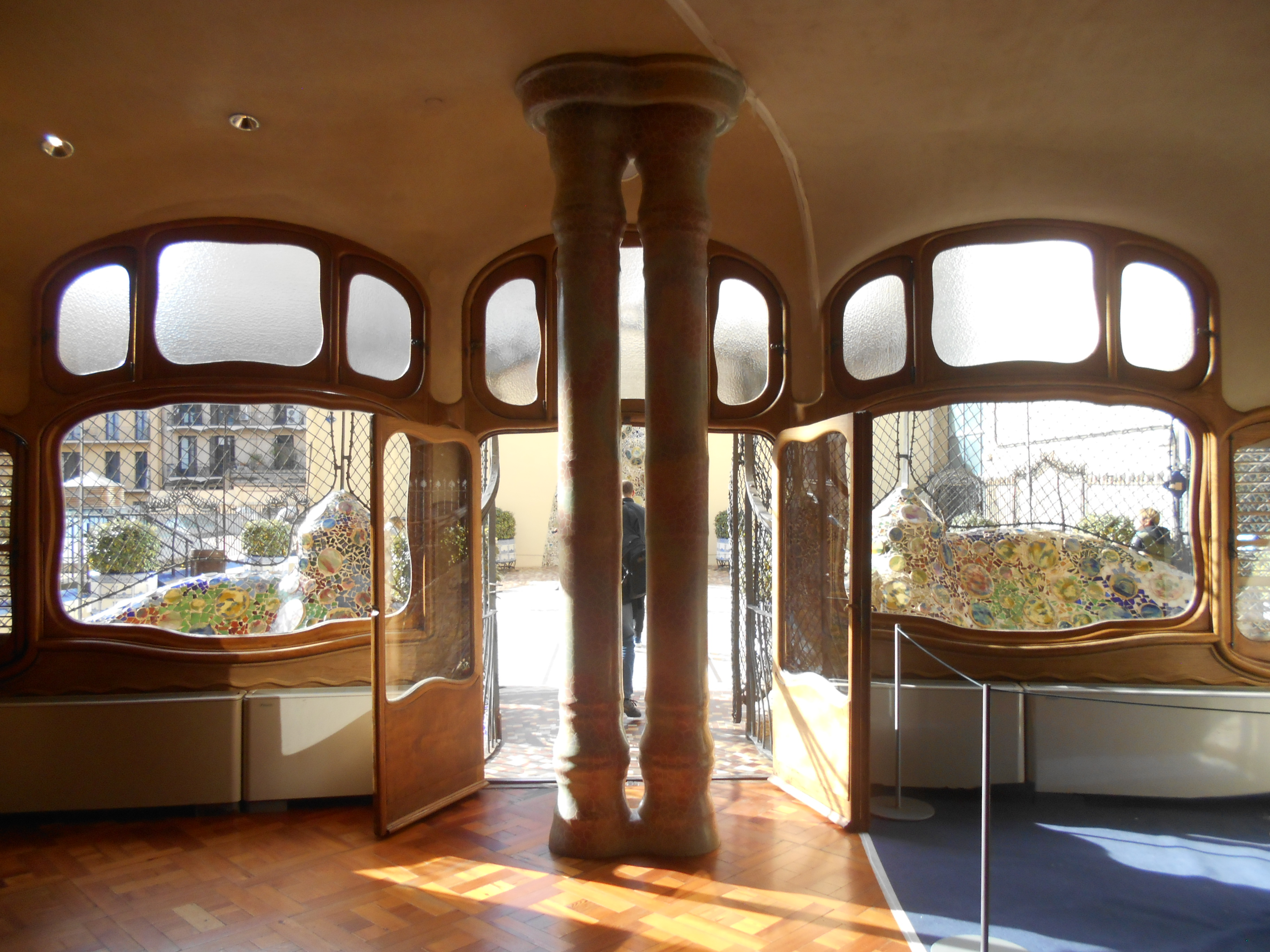
Puerta del comedor al patio trasero
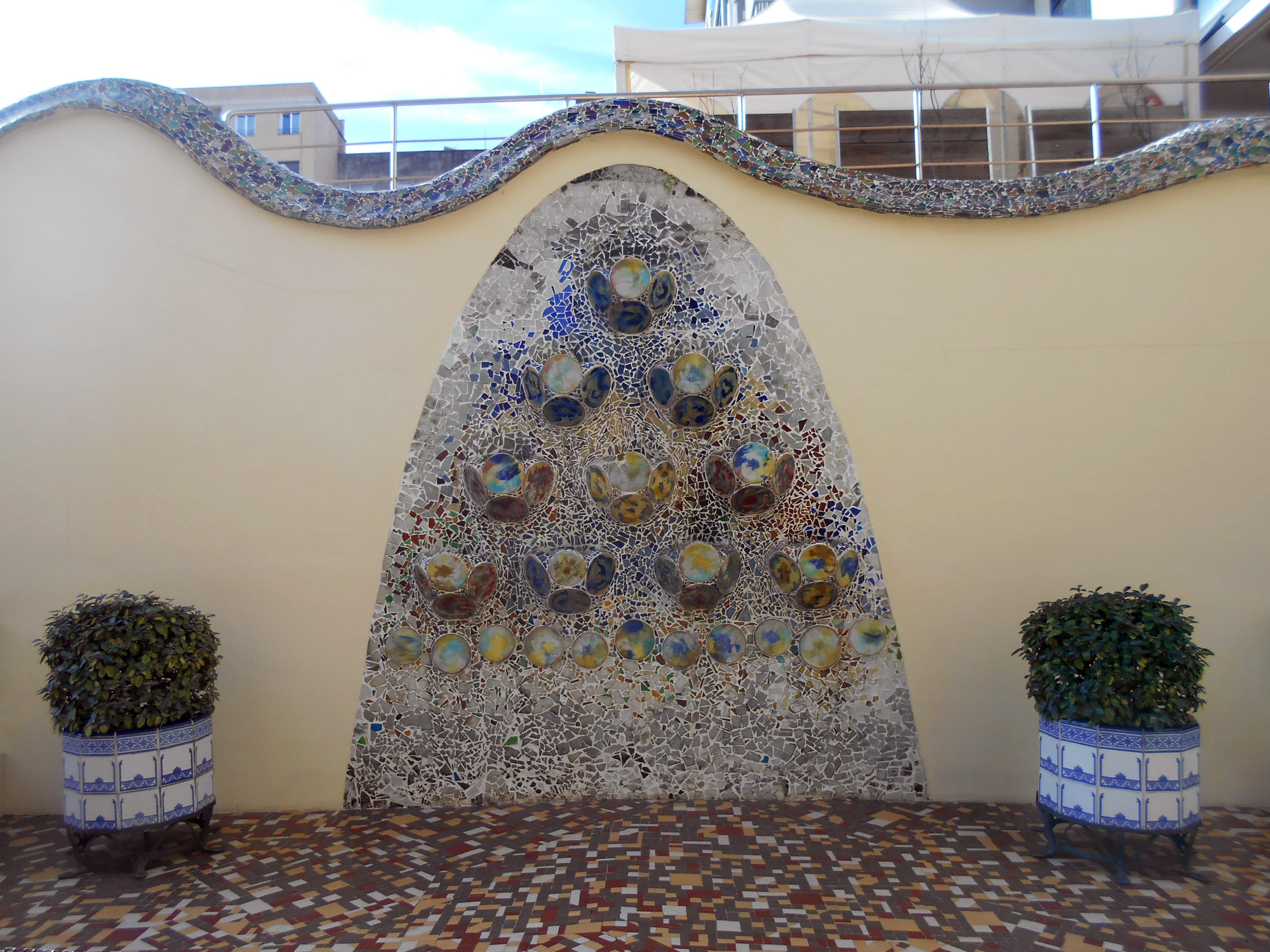
Decoración cerámica del patio trasero
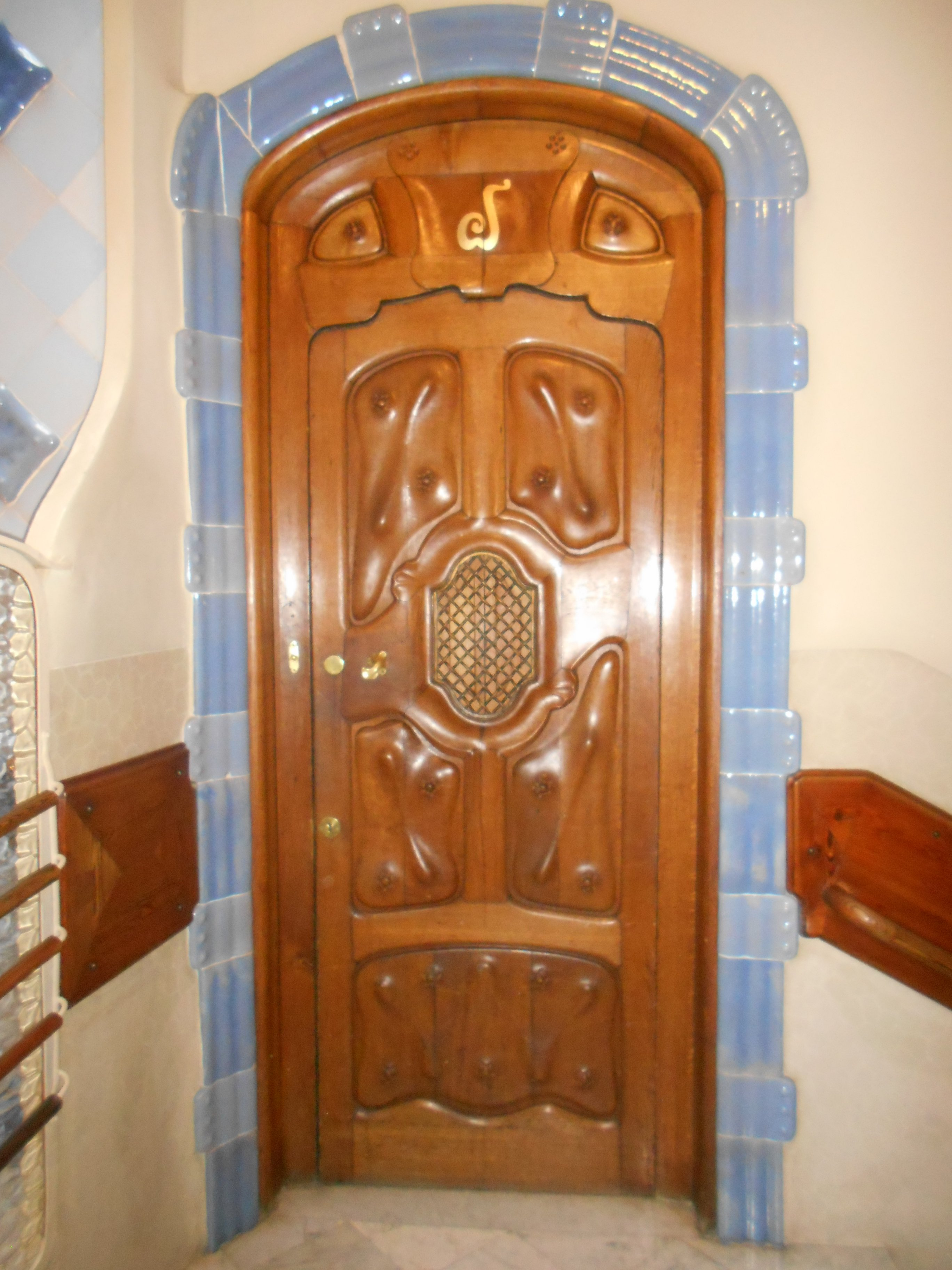
Puerta de uno de los apartamentos
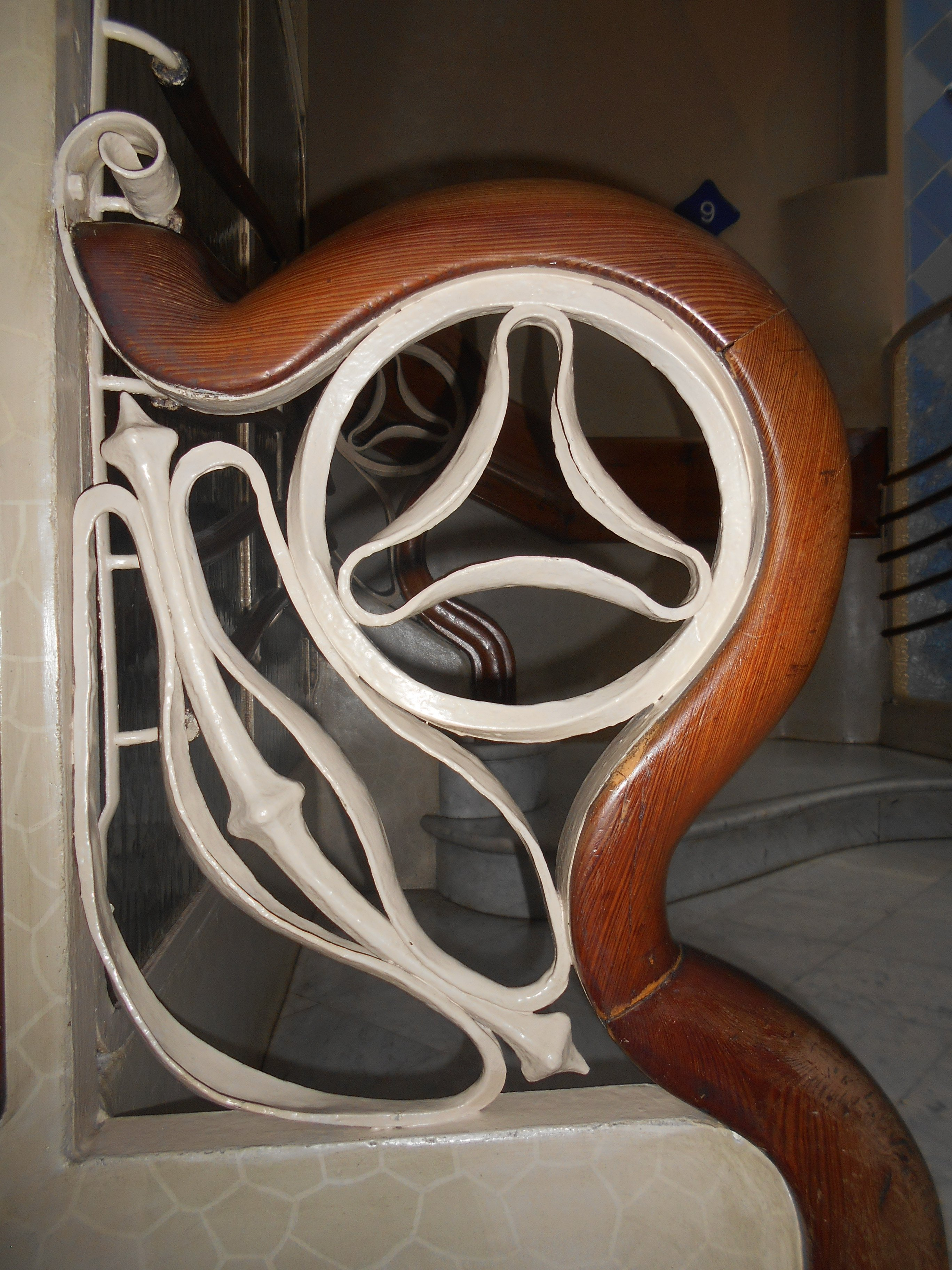
Pasamanos de la escalera

### Azotea
El remate del edificio es la azotea, de 300 m², a la que se accede desde el desván mediante unas escaleras de caracol. Gaudí concibió este espacio de una forma funcional, para situar las salidas de humo y de ventilación, pero a la vez estética, ya que los elementos que la integran están elaborados de una forma artesanal y con una plasticidad casi escultórica. Para el arquitecto reusense, las azoteas de los edificios eran como los sombreros de las personas, que denotan personalidad, por lo que siempre los diseñaba detalladamente, como se demuestra en el Palacio Güell y la Casa Milà. En la azotea se encuentra un segundo desván más pequeño que el de la planta inferior, alojado en el lomo del dragón, que contiene el tanque de agua que abastece el edificio. Asimismo, en la cornisa de la cubierta se sitúa un paso de ronda, al que se accede desde la escalera situada en la torre que remata el edificio, elemento igualmente presente en la Casa Milà. En el conjunto de la azotea destacan las chimeneas —un total de 27, dispuestas en cuatro grupos, de 6,10 metros de altura—, de formas helicoidales y rematadas por sombreretes cónicos; están revestidas de vidrio transparente en su parte central y de cerámica en la superior, y rematadas por unas bolas de cristal transparente rellenas de arena de distintos colores. El pavimento lo realizó con los mosaicos de desecho del anterior edificio, dispuestos en trencadís, aunque con el tiempo fue sustituido. La azotea, igual que el desván, fue restaurada en 2004 y abierta al público.

Detalles de la azotea
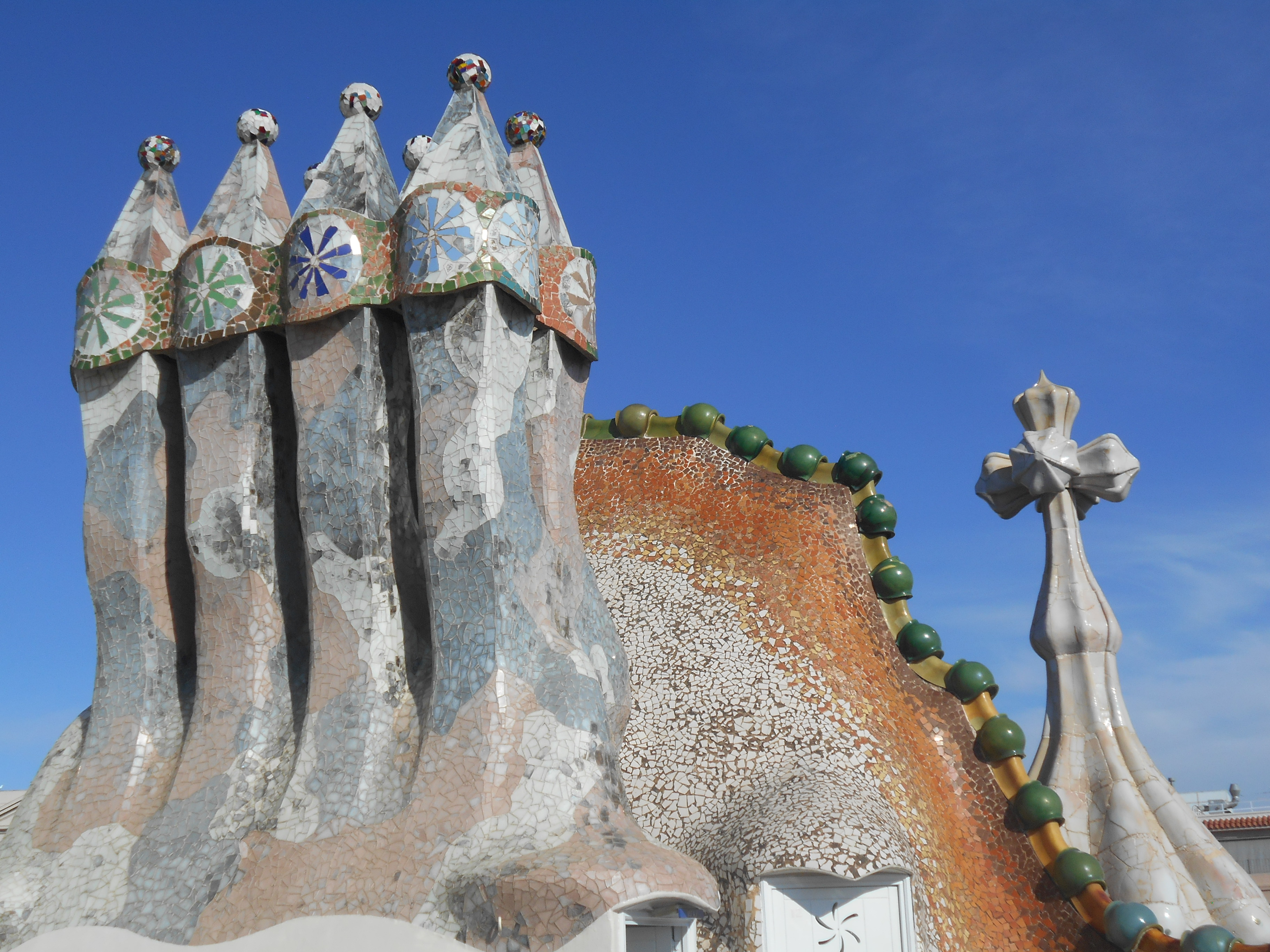
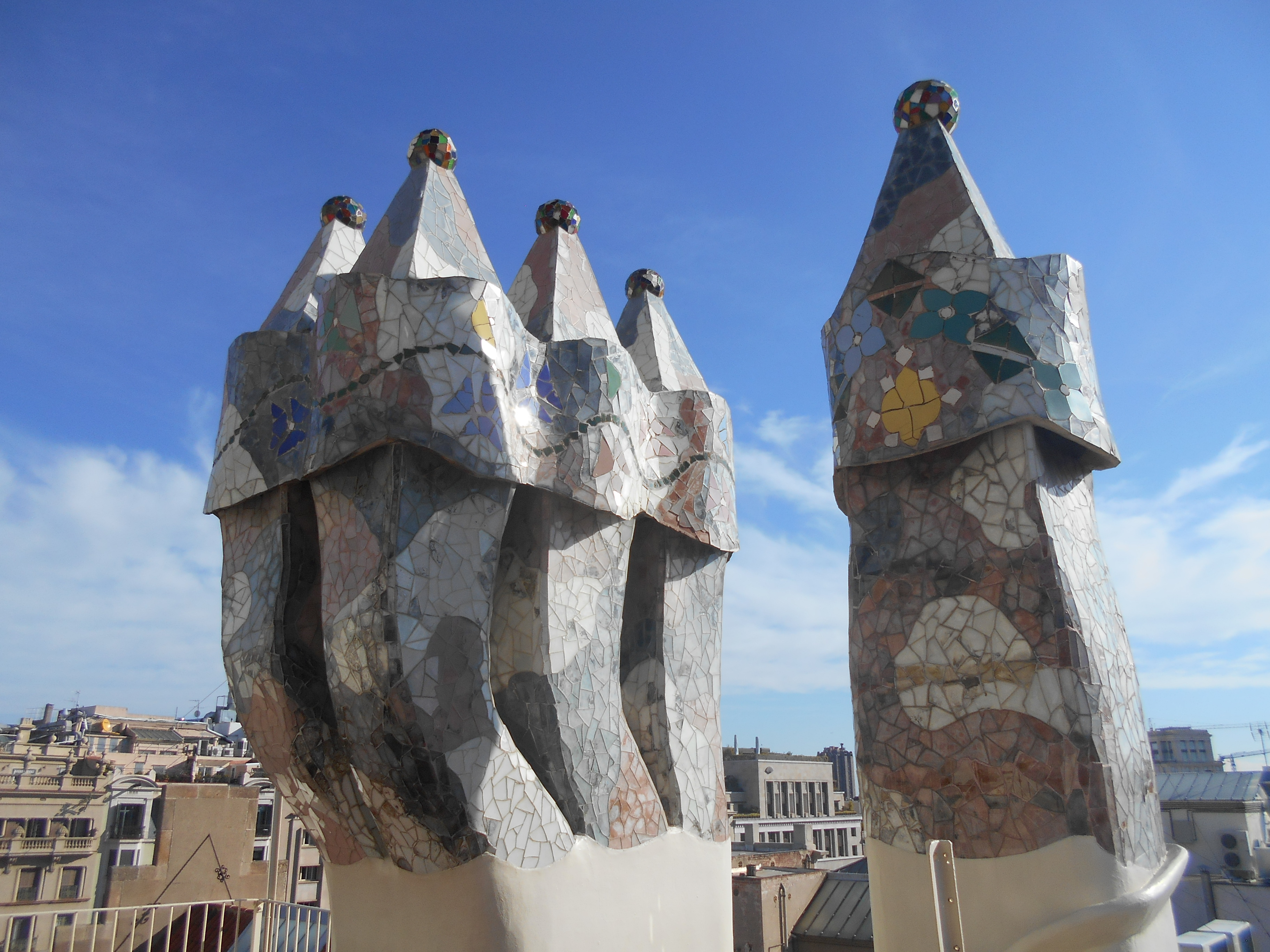
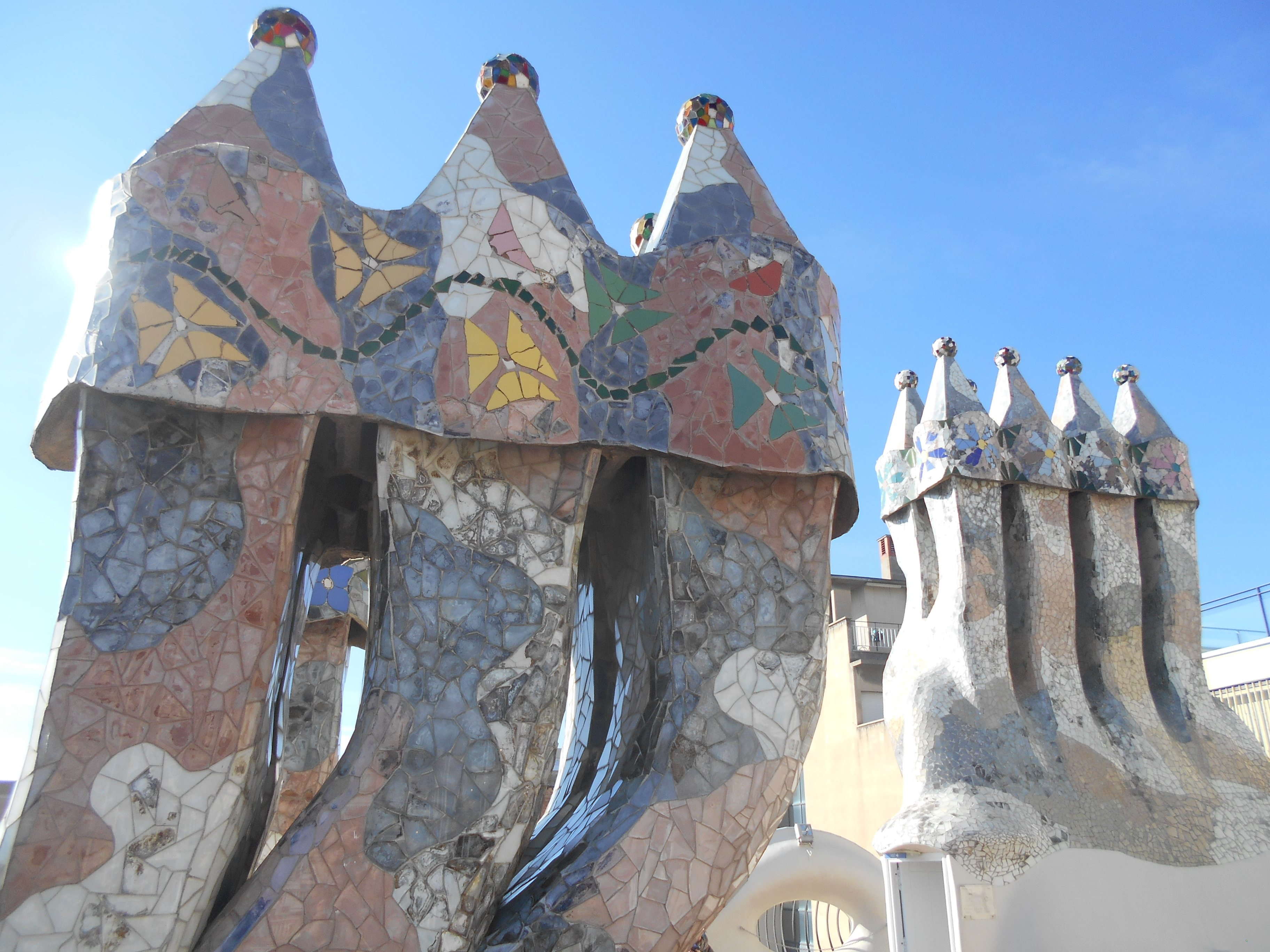
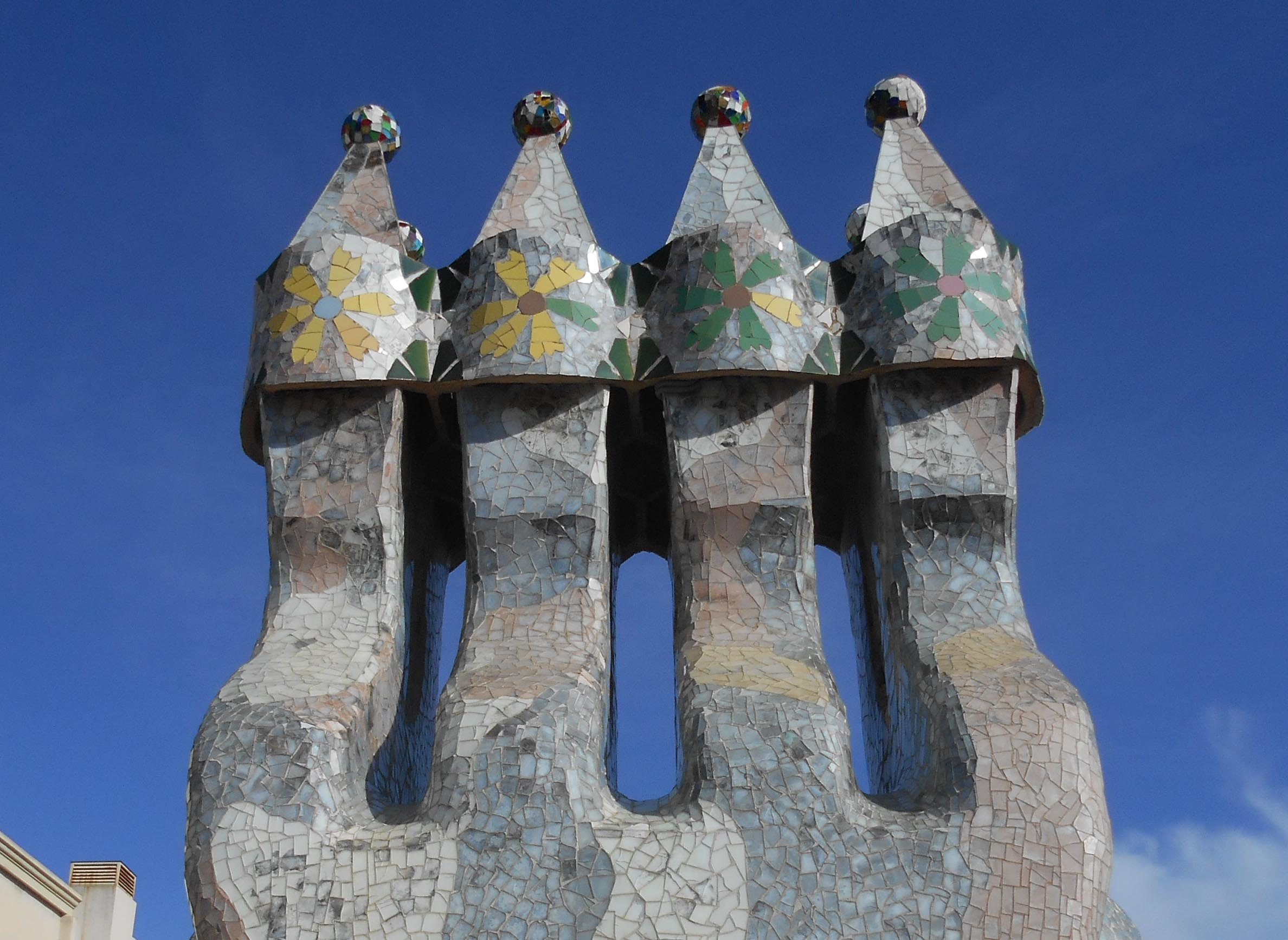
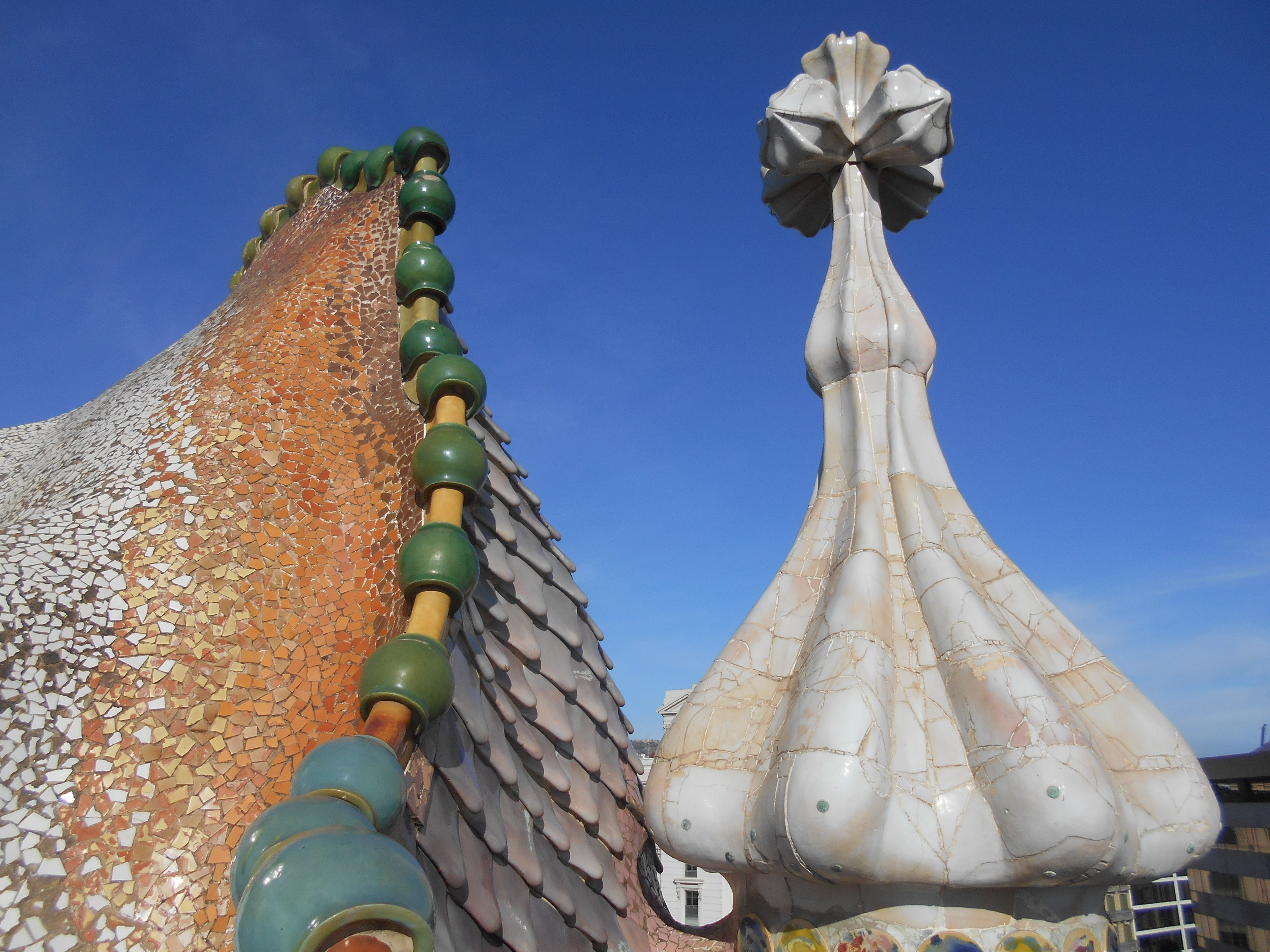
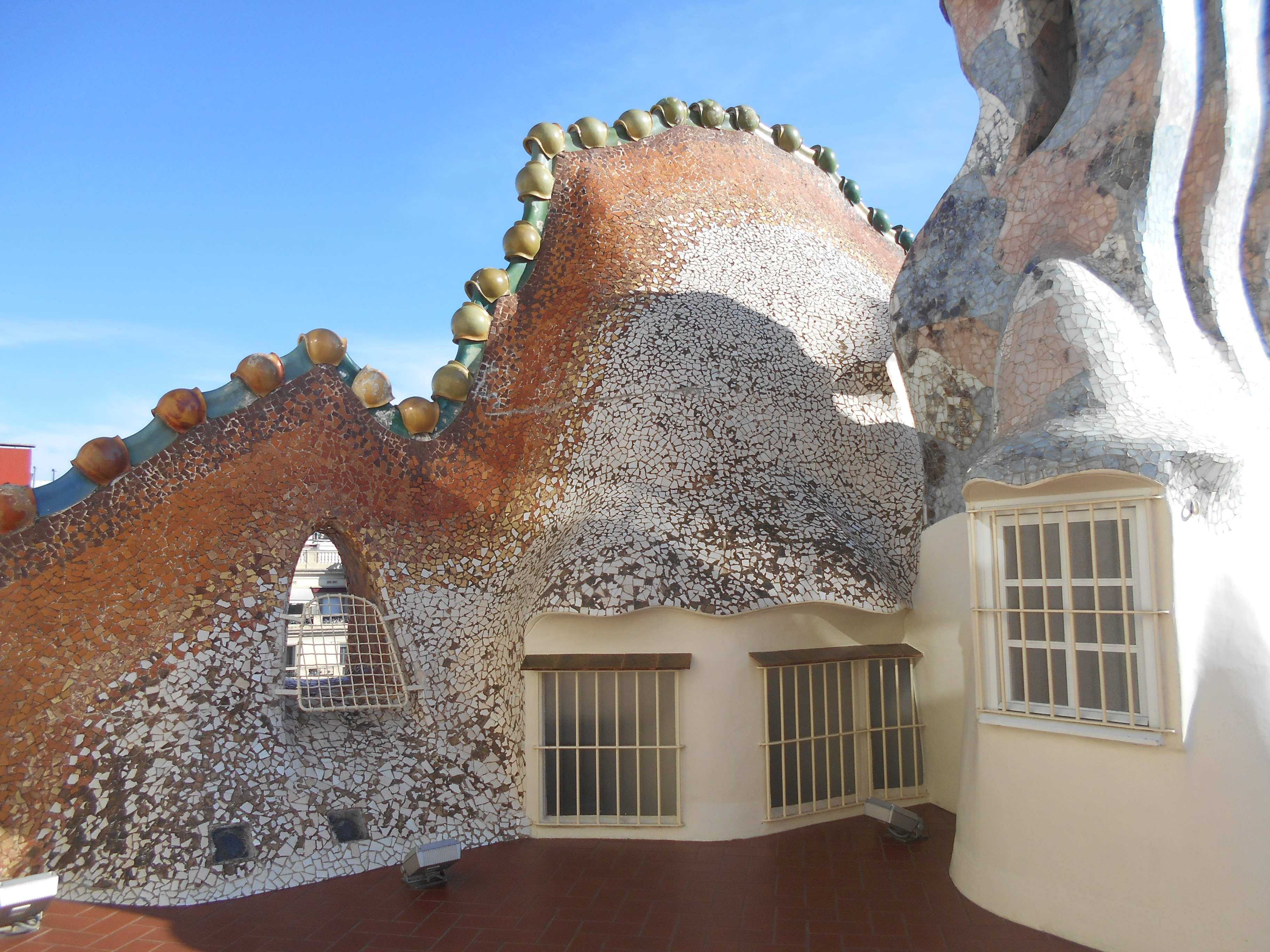

## Reconocimientos
- En enero de 2022 se dio a conocer que había sido elegida como Mejor Monumento del Mundo 2021 por la plataforma de entradas Tiqets.[39]
- Premio anual al patrimonio cultural europeo de la UE "Europa Nostra" (2025)[40]